# The Legend of Zelda: Ocarina of Time
The Legend of Zelda: Ocarina of Time (jap. ゼルダの伝説 時のオカリナ, Zeruda no Densetsu: Toki no Okarina, wörtlich: Die Legende von Zelda: Okarina der Zeit) ist ein Videospiel des japanischen Spieleentwicklers und Konsolenherstellers Nintendo. Es wird den Genres Action-Adventure beziehungsweise Action-Rollenspiel zugeordnet und erschien 1998 als fünfter Teil der The-Legend-of-Zelda-Reihe für Nintendo 64. Bei dem Titel handelt es sich um den ersten Teil der Serie mit 3D-Grafik.
Der Spieler übernimmt die Rolle des Protagonisten Link. Das Ziel des Spiels besteht darin, den Antagonisten Ganondorf davon abzuhalten, das magische Triforce zu seinen Gunsten an sich zu reißen.
Ocarina of Time wurde unter dem Arbeitstitel Zelda 64 von der Nintendo-Abteilung Nintendo Entertainment Analysis & Development entwickelt und von dem externen Unternehmen SRD programmiert. Der Serienschöpfer Shigeru Miyamoto war als Produzent involviert. Mit insgesamt 120 Mitwirkenden und drei Jahren Entwicklungsdauer handelt es sich um eine der umfangreichsten Videospielproduktionen der damaligen Zeit.
The Legend of Zelda: Ocarina of Time hat durchweg positive Kritiken bekommen und gilt laut einigen Einzelpublikationen als das bisher beste Videospiel. Mit weltweit über 7,6 Millionen verkauften Einheiten ist es einer der erfolgreichsten Zelda-Teile und wird nur von Twilight Princess mit ca. 10,09 Millionen verkauften Einheiten, Tears of the Kingdom mit 19,5 Millionen verkauften Einheiten und Breath of the Wild mit ca. 31,15 Millionen verkauften Einheiten übertroffen. Zusammen mit Ocarina of Time 3D war es mit 13,2 Millionen verkauften Einheiten sogar der erfolgreichste Teil der Reihe. Danach wurde es von Breath of the Wild und Tears of the Kingdom deutlich überholt. Ocarina of Time beeinflusste nicht nur die zukünftigen Zelda-Spiele, sondern auch das Action-Adventure-Genre. Auf der Website Metacritic, welche Kritiken von verschiedenen Redaktionen zusammenfasst, ist Ocarina of Time mit einer aggregierten Wertung von 99 aus 100 möglichen Punkten das höchstbewertete Videospiel.
Die Originalfassung ist seit ihrer Erstveröffentlichung mehrmals auf anderen Spielkonsolen erneut erschienen. Zusätzlich gibt es eine offizielle Abänderung mit dem Untertitel Master Quest. 2011 erschien eine überarbeitete Neuauflage von Ocarina of Time für die tragbare Spielkonsole Nintendo 3DS.

## Handlung

Im Spiel ist das Triforce, symbolisiert durch drei aufeinanderstehende Dreiecke, ein göttliches Relikt unendlicher Macht.

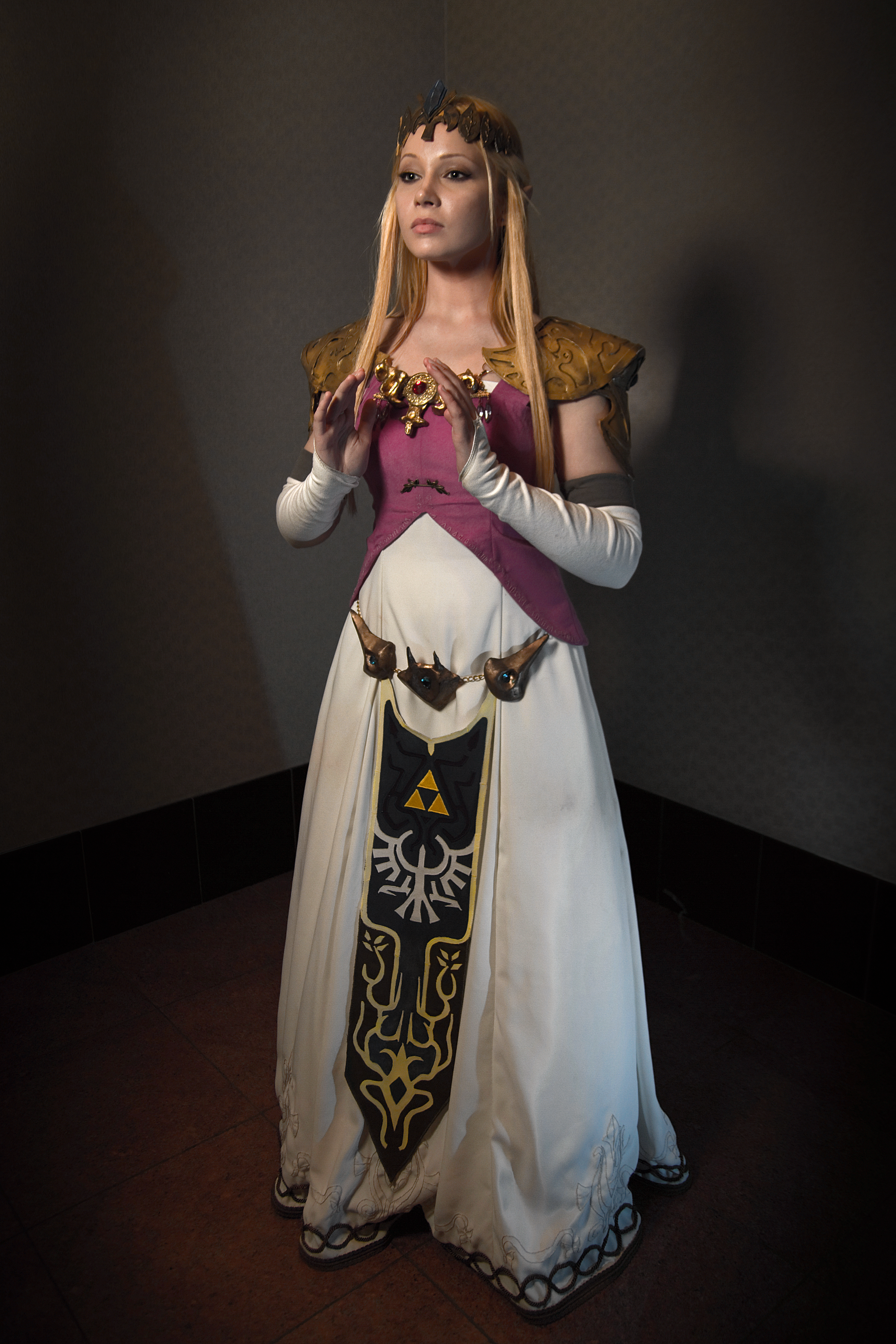
Prinzessin Zelda, der titelgebende Charakter der Serie (abgebildet: Cosplayer)

Die Handlung ist in dem fiktiven Königreich Hyrule angesiedelt und verfolgt die Ereignisse um einen Jungen namens Link. Obwohl dieser eigentlich ein Hylianer ist, lebt er bei dem Volk der Kokiri. Dort gilt er als Außenseiter, da er aufgrund seiner Herkunft als einziger keine Fee besitzt.
Im Alter von neun Jahren wird Link zum Wächter des Volkes geschickt, dem Deku-Baum – einem fabelhaften Wesen in Gestalt eines Baumes. Der Deku-Baum weist Link eine Fee namens Navi als Begleiterin zu und offenbart dem Jungen eine Bedrohung durch Ganondorf, den Anführer des Wüstenvolkes der Gerudo. Kurz darauf stirbt der Deku-Baum an den Folgen eines Fluches. Dessen letzten Worten folgend reist Link zum Schloss Hyrule und trifft dort Prinzessin Zelda. Diese misstraut Ganondorf, da sie in einem Traum von dessen bösen Absichten erfuhr. Obwohl Ganondorf dem König von Hyrule seine Treue schwört, begehrt er das Triforce, ein göttliches Relikt unendlicher Macht, das sich in Hyrule befinden soll. Weil Zelda verhindern möchte, dass Ganondorf das Triforce erhält, weiht sie Link in einen Plan ein, das Heiligtum vor Ganondorf zu beschützen. Das Triforce befindet sich im Heiligen Reich, für dessen Zugang als Schlüssel die drei heiligen Steine benötigt werden.
Da Link einen der drei heiligen Steine bereits vom Deku-Baum erhalten hat, bricht er auf, um die übrigen zwei Steine zu finden. Anschließend, als Link nach Schloss Hyrule zurückkehrt, greift Ganondorf das Schloss an und tötet den König. Sein Ziel ist es, in den Besitz der Okarina der Zeit, eines magischen Musikinstruments der Königsfamilie, zu kommen. Zelda gelingt die Flucht, in deren Verlauf sie Link die Okarina zuwirft. In der Zitadelle der Zeit benutzt er die drei heiligen Steine und spielt die Okarina. Dadurch erweist er sich als würdig, zum „Helden der Zeit“ zu werden. Das Masterschwert nämlich, welches das heilige Reich zu öffnen vermag und die Macht besitzt, das Böse auszulöschen, kann nur vom Helden der Zeit geführt werden.
Zwar hat sich Link bereits als des Schwertes würdig erwiesen, er ist jedoch noch zu jung, um es zu führen. Als er das Schwert berührt, wird er daher in einen kleinen Raum im Heiligen Reich verbannt. Hier verweilt Link sieben Jahre lang, beschützt von Rauru, dem Erbauer der Zitadelle, einem der sieben aus allen Völkern stammenden Weisen. Da Link mit der Berührung des Schwertes den Eingang zum Heiligen Reich offengelegt hatte, ist Ganondorf inzwischen dort eingedrungen. Als Ganondorf nach dem Triforce greift, teilt es sich in drei Fragmente auf, wovon jedes Fragment eine Charaktereigenschaft symbolisiert, nämlich Kraft, Mut und Weisheit. Da Ganondorf nicht alle drei Eigenschaften besitzt, ist er nicht würdig, das komplette Triforce zu erhalten, und erhält nur das Fragment, dessen Eigenschaft bei ihm am meisten ausgeprägt ist, das der Kraft. Dadurch erlangt er die Kontrolle über das Heilige Reich, erobert Hyrule und verbreitet Angst und Schrecken. Die übrigen beiden Triforcefragmente, die der Weisheit und des Mutes, werden jeweils Zelda und Link übertragen. Während Ganondorf Hyrule erobert, versteckt sich Zelda vor ihm, indem sie sich als männlicher Krieger namens Shiek ausgibt.
Als Link nach sieben Jahren erwacht, ist er ein junger Mann von 16 Jahren geworden und kann das Masterschwert führen. Als Held der Zeit ist es ihm damit möglich, zwischen seinem 9-jährigen und seinem 16-jährigen Ich hin- und herzuwechseln. Shiek entdeckt Link und erklärt ihm, dass die sieben Weisen gemeinsam in der Lage seien, Ganondorf zu verbannen. Doch nur Rauru steht momentan zur Verfügung, denn fünf der übrigen Weisen verweilen in gefährlichen, von Ganondorf verfluchten Tempeln. Mithilfe der magischen Okarina, des Masterschwertes und seiner Begleiterin Navi durchquert Link die Tempel und erweckt die Weisen.
Nachdem die fünf Weisen erweckt worden sind, offenbart sich Shiek als Prinzessin Zelda. Sie erklärt Link, dass sie die siebte der Weisen ist und dass mit ihrem Triforcefragment der Weisheit, der Kraft des Helden der Zeit sowie der anderen Weisen Ganondorf bekämpft werden könne. Kurz nachdem Zelda sich offenbart hat, entdeckt und entführt Ganondorf sie, um an das Triforce der Weisheit zu gelangen. Link fordert Ganondorf daraufhin in dessen Schloss zum Kampf heraus. Nach einigen erfolgreichen Kampfzügen von Link kann er die Prinzessin befreien, und Ganondorf verwandelt sich in eine dämonische, wildschweinartige Bestie namens Ganon. Nach einem Gefecht zwischen Link und Ganon schafft es Zelda, den geschwächten Dämon mit ihrer magischen Kraft zurückzuhalten, während Link ihm mit dem Masterschwert einen letzten starken Schwertstoß versetzt. Nicht mehr länger fähig, seine Verwandlung aufrechtzuerhalten, verwandelt er sich in seine Gestalt als Ganondorf zurück, woraufhin er mitsamt seinem Triforcefragment von den sieben Weisen in das Heilige Reich verbannt wird.
Durch Ganondorfs Verbannung ist der Friede in Hyrule wiederhergestellt. Mit der Okarina der Zeit schickt Zelda Link sieben Jahre zurück in die Vergangenheit, damit dieser seine Kindheit nachholen kann.

## Spielmechanik
Ocarina of Time wird zum Genre „Action-Adventure“ oder teils auch „Action-Rollenspiel“ gezählt. Der Spieler übernimmt die Kontrolle über die Spielfigur Link, die er aus der Sicht der dritten Person in dem dreidimensionalen Raum betrachtet. Ziel des Spiels ist es, den letzten Gegner zu besiegen. Dazu muss der Spieler die Fantasy-Spielwelt erkunden, Labyrinthe durchqueren, Rätsel lösen, Gegenstände aufspüren und Feinde mit Schwert und Schild bekämpfen.

### Steuerung

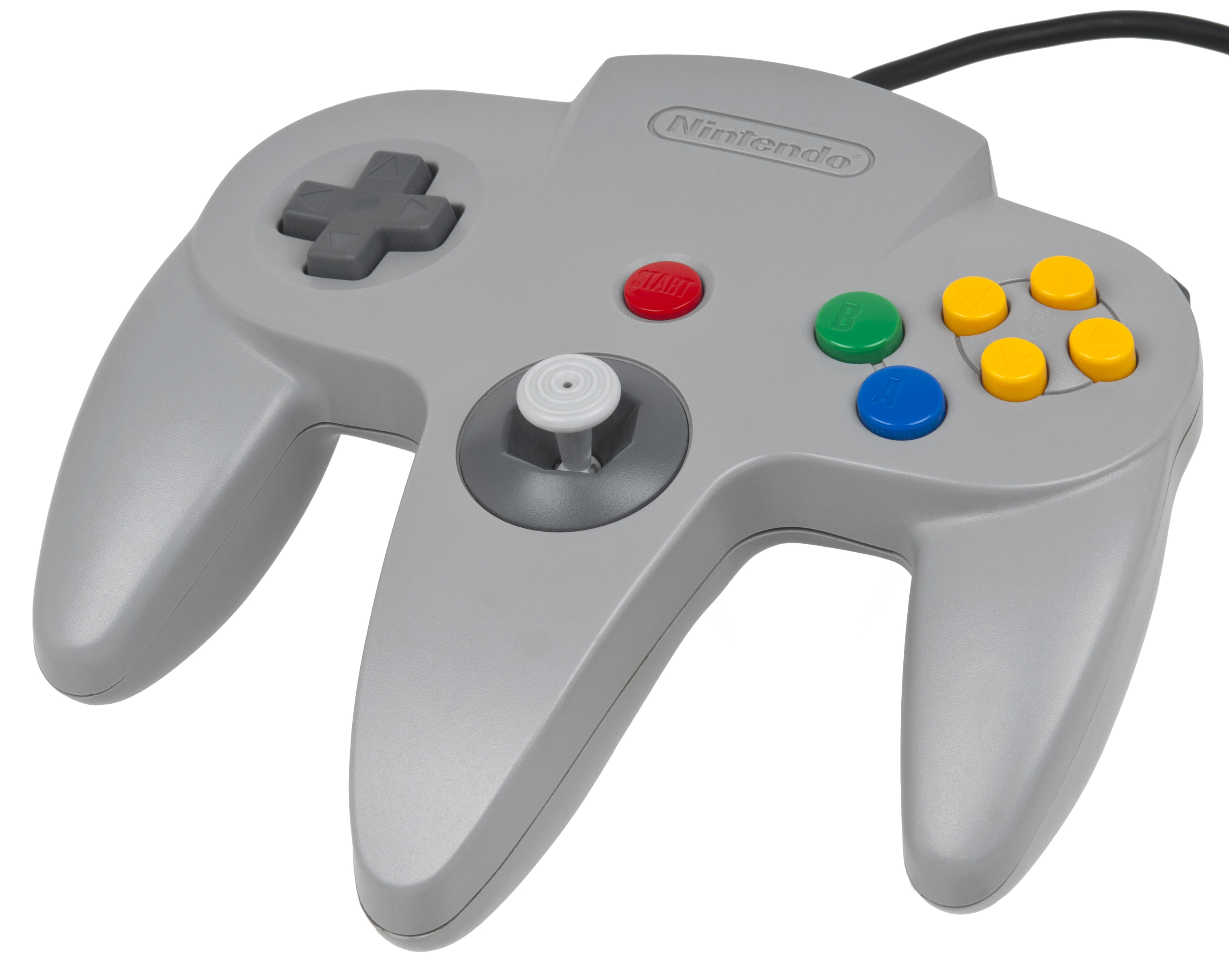
Controller, der zum Steuern der Spielfigur in Ocarina of Time benutzt wird

Mithilfe des Analog-Sticks des Nintendo-64-Controllers wird die Spielfigur bewegt. In den meisten Fällen ist die Kamera auf die Spielfigur fixiert und bewegt sich mit ihr mit. Per Knopfdruck lässt sich die Kamera hinter der Spielfigur positionieren. Eine Taste des Controllers ist situationsabhängig mit verschiedenen Funktionen belegt, sie dient beispielsweise der Interaktion mit Nicht-Spieler-Charakteren, der Nutzung spezieller Objekte oder Ausführung bestimmter Bewegungs-Manöver. Eine andere Taste ist für den Angriff mit dem Schwert und eine Schultertaste für das Blocken mit dem Schild vorgesehen. Das Springen erfolgt automatisch, wenn sich die Spielfigur rasch einer Kante oder Plattform nähert oder sich einer Wand mit niedriger Höhe nähert. Die Spielfigur springt dann nach vorn und hält sich an einer erreichbaren Kante fest. Dem Spieler stehen drei weitere Tasten auf dem Controller zur Verfügung, denen er Ausrüstungsgegenstände zuweisen kann.
Feinde und bestimmte Objekte kann der Spieler mittels der „Z“-Schultertaste anvisieren, woraufhin diese mit einer kleinen Fee markiert sind. Diese Funktion wird als „Z-Anvisieren“ bezeichnet und macht es möglich, dass die Spielfigur immer dem markierten Ziel zugewandt bleibt. Die Kamera richtet sich automatisch so aus, dass sowohl die Spielfigur als auch das Ziel jederzeit zentral auf dem Bildschirm sichtbar sind. Derart fokussierte Gegner können ohne vorherige manuelle Anvisierung zielsicher mit Projektilen getroffen werden.

### Spielablauf
In der Spielwelt verstreut befinden sich Eingänge zu sogenannten Labyrinthen (auch als Tempel oder Dungeons bezeichnet). Diese muss der Spieler im Laufe des Spiels in einer bestimmten Reihenfolge besuchen und erforschen. Die Labyrinthe thematisieren jeweils ein Naturelement wie Pflanzen, Feuer, Wasser oder ähnliches und beinhalten Gegner sowie Rätsel, die meist im Zusammenhang zu der jeweiligen Thematik stehen. Durch Lösen von Rätseln werden weitere Teile der Labyrinthe zugänglich gemacht. Die meisten Rätsel müssen gelöst werden, um das Labyrinth erfolgreich zu beenden. Dazu ist es erforderlich, Schlüssel für Truhen oder Türen einzusammeln. Jeder Tempel beherbergt einen einzigartigen nutzbaren Gegenstand, der sich nur im jeweiligen Labyrinth befindet. Dieser ist ebenfalls für das Weiterkommen im Labyrinth notwendig. Zusätzlich kann optional in jedem Labyrinth eine Karte und ein Kompass gefunden werden, die das Erforschen erleichtern. Ziel aller Tempel ist es, den Bereich des jeweiligen Endgegners zu erreichen. Dieser ist der stärkste Gegner innerhalb des Labyrinths und kann meist nur mit einer bestimmten Taktik unter Einsatz bestimmter Gegenstände besiegt werden – in aller Regel mit dem vorher in diesem Labyrinth gefundenen Gegenstand. Nach dem Sieg über einen Endgegner erhält die Spielfigur einen für den weiteren Verlauf essentiellen Gegenstand und einen sogenannten Herzcontainer, der die Lebensenergie der Spielfigur Link steigert.
Der Schwierigkeitsgrad der Labyrinthe steigt je nach Spielfortschritt durch komplexere Rätsel, schwieriger zu bezwingende Gegner und größere Labyrinthe an. Die Labyrinthe lassen sich nur in einer bestimmten Reihenfolge besuchen, bedingt dadurch, dass der Spieler gefundene Gegenstände vorheriger Labyrinthe benötigt, um diese bestehen zu können. Dadurch entsteht ein kontinuierlicher Schwierigkeitsanstieg.
Ziel des Spiels ist es, den letzten Endgegner zu besiegen, der der stärkste Gegner ist. Um das letzte Labyrinth betreten zu können, ist es Voraussetzung, dass alle anderen Labyrinthe gefunden und beendet wurden.
Anders als die Besuche der Labyrinthe müssen Nebenaufgaben meist nicht in einer bestimmten Reihenfolge absolviert werden. Unabhängig vom Spielfortschritt kann der Spieler daher den Nebenaufgaben im Spiel nachgehen, Minispiele absolvieren sowie versteckte Gebiete auskundschaften. Der Spieler erhält dadurch meist besondere Gegenstände, erhöhtes Tragevolumen der verbrauchbaren Gegenstände, wie Pfeile und Bomben, oder Herzteile, die Links Lebensenergie erhöhen.

### Spielwelt
Die Landschaften der Spielwelt, die den Namen Hyrule trägt, sind an Gebiete der realen Welt angelehnt. Neben in Europa üblichen Landschaften wie Wäldern, Seen, Flüssen, Bergen, einem Vulkan, Städten, Dörfern, unterirdischen Höhlen und weitläufigen Wiesen existiert auch eine Sandwüste. Die Spielwelt ist komplett fiktiv. Die einzelnen Landschaftsgebiete sind strikt voneinander getrennt, weisen jedoch meistens einen kurzen, fließenden Übergang ineinander auf. Es gibt einen Tag-Nacht-Wechsel, der die Spielwelt beeinflusst, indem zum Beispiel manche Gebäude nachts verschlossen sind, so kann die Minenbowlingbahn in Hyrule-Stadt nur nachts betreten bzw. benutzt werden.
Die Spielwelt ist von fiktiven Völkern bewohnt. Von größerer Bedeutung für die Handlung sind die elfenartigen Kokiri sowie die menschlichen Hylianer, denen unter anderem die Spielfigur Link angehört. Neben den meist friedlichen Völkern wird die Spielwelt außerhalb der besiedelten Gebiete von unterschiedlichen Kreaturen bevölkert, die der Spielfigur feindlich gesinnt sind und sie angreifen. Diese Kreaturen hinterlassen nach ihrem Tod häufig nützliche Gegenstände wie zum Beispiel Rubine, das Zahlungsmittel in The Legend of Zelda. Auch können bestimmte Büsche und Vasen zerstört werden, um an diese Gegenstände zu kommen.

### Die Okarina der Zeit und die Zeitreise

Eine Okarina, ähnlich der Okarina der Zeit

Die Musik in Ocarina of Time übernimmt eine zentrale Rolle im Spielprinzip. Der Spieler kann steuern, was auf der Okarina gespielt werden soll, indem er bestimmte Tasten auf dem Controller betätigt, denen jeweils einer der fünf Töne der Okarina zugeordnet ist. Alle verfügbaren Lieder basieren auf diesen fünf Tönen. Es gibt kurze Musikstücke, die besondere, für den Spielfortschritt erforderliche Aktionen auslösen, wenn sie erklingen, zum Beispiel die Beeinflussung des Wetters, Änderung der Tages- und Nachtzeit und Teleportation der Spielfigur an vorbestimmte Orte in der Spielwelt. Der Spieler erhält weiterhin mithilfe der Okarina der Zeit die Möglichkeit, durch die Zeit zu reisen.
Die Reise durch die Zeit ist als eines der Hauptelemente des Spiels unabdingbar für den Spielfortschritt. Die Spielfigur kann entweder als Kind in das Erwachsenenalter oder als Erwachsener in das Kindesalter reisen. Der Zeitunterschied zwischen den beiden Altersstufen beträgt sieben Jahre in der Spielwelt. Mithilfe der Okarina und der drei magischen Steine kann die Halle der Zeit geöffnet werden. In dieser befindet sich das Master-Schwert. Zieht Link das Schwert als Kind aus seinem Sockel, wird er in die Zukunft geschickt. Steckt er das Schwert als Erwachsener wieder in den Stein hinein, so reist er wieder zurück.
Das Reisen durch die Zeit ist für das Lösen bestimmter Aufgaben notwendig, indem zum Beispiel in Links Kindheit etwas verändert wird, das Auswirkungen auf die Welt als Erwachsener hat. So müssen beispielsweise Pflanzen gepflanzt werden, die sieben Jahre später gewachsen sind und neue Bereiche eröffnen, oder es muss im Kindesalter einer Person geholfen werden, die sich sieben Jahre später an Link erinnert und ihm hilft. Auch kann er als Kind bestimmte Gebiete betreten, die er verändert, um sie seinem älteren Ich zugänglich zu machen.

### Gegenstände
Während des Spiels kann die Spielfigur an vorgegebenen Punkten Gegenstände einsammeln (im Fachjargon Items). Einzigartige Gegenstände befinden sich meist an abgelegenen und häufig zugleich schwer zugänglichen Gegenden. Diese besitzen eine, manchmal auch mehrere Fähigkeiten und können im Kampf gegen Gegner, zur Lösung von Rätseln und zum Erreichen bestimmter Areale zum Einsatz kommen. Wichtige Gegenstände im Spiel sind zum Beispiel der Bogen, der Enterhaken, die Okarina der Zeit, Zaubersteine und leere Flaschen. Letztere lassen sich beispielsweise mit Tränken füllen, mit denen die Lebensenergie oder Magie-Ressourcen der Spielfigur wiederaufgefüllt werden können. Manche einzigartige Gegenstände erhält die Spielfigur erst, wenn sie Nebenaufgaben für andere Figuren im Spiel absolviert. Rüstungsobjekte wie Schwert, Schild, Rüstung (Torso und Kopf), Stiefel oder die Bombentasche können der Spielfigur je nach Bedarf angelegt werden. Diese müssen, wie die anderen Gegenstände, erst gefunden werden.
In Truhen und durch das Zerstören von Büschen oder Vasen können Rubine, die die Währung im Spiel darstellen, Pfeile, Bomben und kleine Herzen, die einen Teil der Lebensenergie auffüllen, gefunden werden.

## Technik

### Darstellung

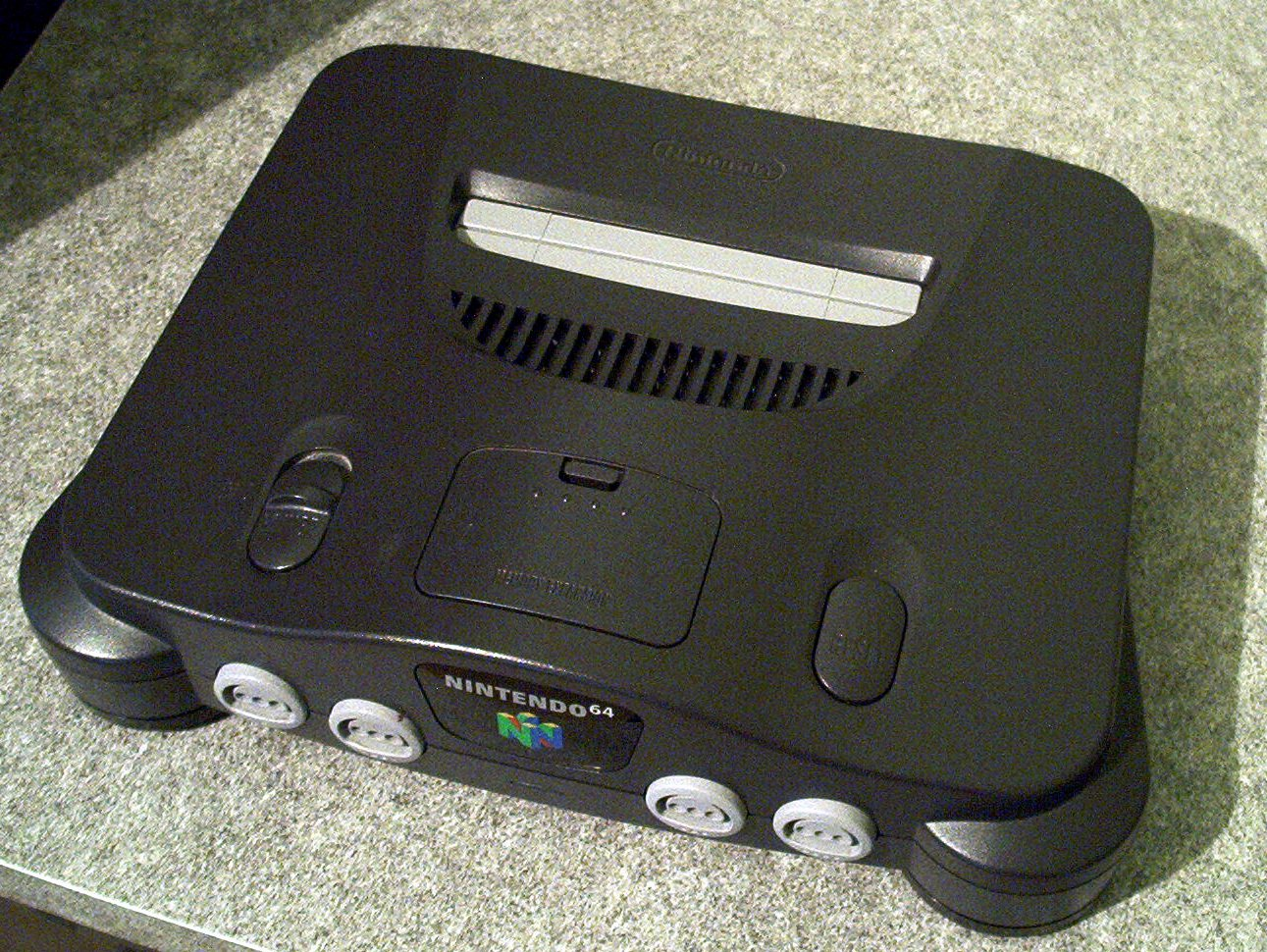
Das Nintendo 64

Ocarina of Time wird als erster Titel in der Zelda-Reihe in 3D-Computergrafik dargestellt. Das Spiel läuft komplett in Echtzeit. Auch die Zwischensequenzen werden in Echtzeit berechnet. Die Entwickler entschieden sich gegen grafisch hochwertigere vorgerenderte Zwischensequenzen, damit die vom Spieler vorgenommenen Änderungen an der Spielfigur auch in den Sequenzen sichtbar sind.
In der Originalfassung auf dem Nintendo 64 läuft das Spiel in einer Bildauflösung von 320×240 Pixel und wird im Seitenverhältnis 4:3 dargestellt. Das Spiel läuft dabei mit einer Bildwiederholfrequenz von 20 Bildern in der Sekunde. Eine von den Entwicklern gewünschte höhere Frequenz wurde aufgrund der Beschränkungen hinsichtlich der Rechenkapazität nicht realisiert. Laut den Entwicklern schöpft Ocarina of Time die Leistungsfähigkeit des N64 zu 90 % aus. Der Ton des Spiels wird im Dolby-Surround-Format wiedergegeben.

### Hardware

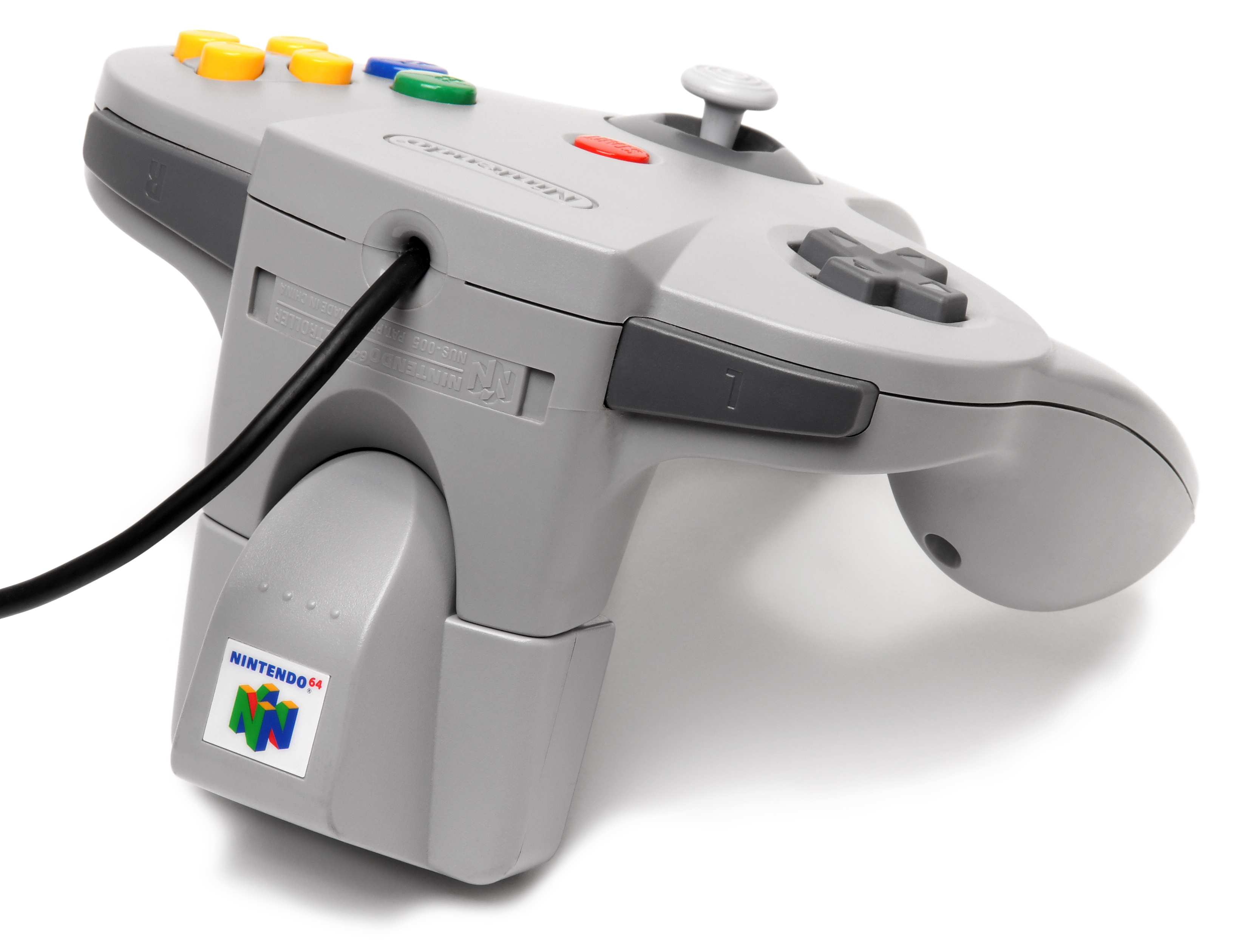
Controller mit angeschlossenem Rumble Pak (optional)

Das Spiel befindet sich auf einem Nintendo-64-Modul mit einer Speicherkapazität von 32 Megabyte. Damit war es zu seiner Zeit das umfangreichste N64-Spiel und beanspruchte doppelt so viel Speicherplatz wie Banjo-Kazooie, das zuvor größte N64-Spiel. Zur Sicherung des Fortschritts im Spiel mittels eines Spielstandes stehen drei Speicherplätze zur Verfügung. Der Spielstand wird im Modul auf einem EEPROM-Speicherbaustein gesichert. Zu Beginn des Spiels wird ein leerer Spielstandeintrag mit dem Namen versehen, mit dem die Spielfigur im Spiel angesprochen werden soll. Dieser Speicherplatz dient im weiteren Verlauf als fester Speicherort. Der alte Spielstand wird automatisch durch den neuen ersetzt. Das Rumble Pak, eine optionale Erweiterung für den Spielecontroller, ist für das Spiel nutzbar und wird für Force Feedback unterstützt.

## Musik, Vertonung und Erzählweise

### Musik

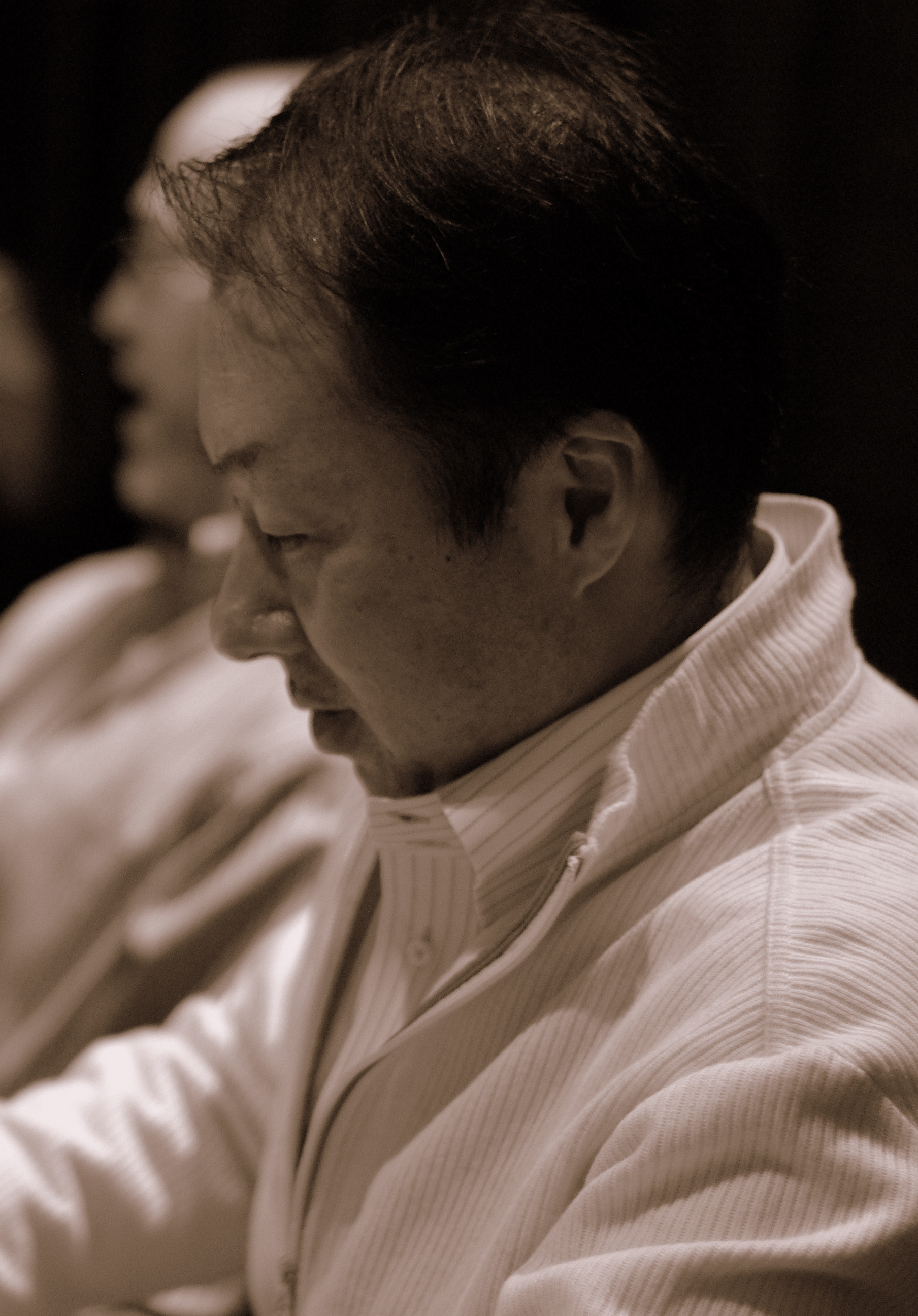
Kōji Kondō komponierte die Musik des Spiels.

Die Musik von Ocarina of Time stammt aus der Feder von Kōji Kondō, der bereits bei den vorhergehenden The-Legend-of-Zelda-Spielen für die Musik verantwortlich war. Für das Spiel arrangierte er einige Musikstücke neu, die aus vorherigen Serienteilen stammten. Die Hauptcharaktere des Spiels sowie einige wichtige Orte erhielten durch eigene musikalische Themen zusätzlichen Erkennungswert. Das bekannte Zelda-Hauptthema ist jedoch nicht im Soundtrack enthalten.

The Legend Of Zelda can make it feel as if you have jumped into the game and are experiencing its adventure. The music was created to make that visceral feeling more real. The tunes in Kakariko Village and Hyrule Castle Town are melodious and cheerful, and quiet sound effect-like music is used in the dungeons. The main Hyrule Field theme has been written so that it develops and has new facets each time it is heard in the game.

„The Legend of Zelda erzeugt ein Gefühl, als ob man in das Spiel eintauchen und die Abenteuer selbst miterleben würde. Die Musik wurde geschaffen, um dieses ergreifende Gefühl noch realer werden zu lassen. Die Melodien im Dorf Kakariko und in der Stadt von Schloss Hyrule sind wohlklingend und fröhlich, und in den Kerkern wird ruhige, klangeffekt-ähnliche Musik verwendet. Das Hauptthema der Hylianischen Steppe wurde so komponiert, dass es sich weiterentwickelt und jedes Mal, wenn man es im Spiel hört, neue Facetten aufweist.“

Kondō bezeichnete die Erstellung der Okarina-Musikstücke als eine seiner schwierigsten Aufgaben, da diese nur auf der Basis der fünf Töne der Okarina erstellt werden mussten.
Für den Soundtrack bediente sich Kondō der Technik der Variabilität sowie des Branching. So ändert sich die Hintergrundmusik, wenn sich die Spielfigur einem Gegner nähert und einen Kampf beginnt. Hauptsächlich vertreten sind diese Techniken in der Musik für die Steppe von Hyrule. Die Hintergrundmusik dieses Gebietes besteht aus mehreren Audiosamples, die in einer zufälligen Reihenfolge situationsabhängig hintereinander abgespielt werden. Bewegt sich der Protagonist nicht, wird die Musik beispielsweise allmählich ruhiger, während sie bei Gegnern in der Nähe aufbrausend wird. Insgesamt gibt es etwa 20 Musiksamples für die Steppe von Hyrule, die aus je acht Takten bestehen und mit einem Akkord enden, der einen flüssigen Übergang zu jedem der anderen möglichen Samples gewährleistet.

### Vertonung und Erzählweise
Die Sprachausgabe im Spiel beschränkt sich auf Kampfgeschrei des Protagonisten und Ausrufe der Nicht-Spieler-Charaktere. Gespräche werden schriftlich in Form von Dialogfenstern veranschaulicht. Der junge Link wurde von der Japanerin Fujiko Takimoto gesprochen, während Nobuyuki Hiyama den erwachsenen Link synchronisierte. Die Stimmensamples der Figuren Zelda beziehungsweise Shiek übernahm die Synchronsprecherin Jun Mizusawa. Takashi Nagasako, der unter anderem als Sprecher der Spielfigur Donkey Kong aus der gleichnamigen Spielereihe bekannt ist, lieh Ganondorf seine Stimme. Das Spiel wurde auch in weitere Sprachen übersetzt. Die europäische Fassung des Spiels beinhaltet die Sprachen Deutsch, Englisch und Französisch.

### Soundtrack
Der offizielle Soundtrack zum Spiel wurde am 18. Dezember 1998 in Japan als Zelda no Densetsu: Toki no Ocarina: Original Sound Track (ゼルダの伝説 時のオカリナ オリジナルサウンドトラック) veröffentlicht. Das vom japanischen Unternehmen Pony Canyon produzierte Album umfasst 82 Stücke aus dem Spiel. In Nordamerika veröffentlichte Nintendo ein Album 1998 unter dem Titel The Legend of Zelda: Ocarina of Time: Sound Track CD. Dieses Album enthält 35 Stücke.
1999 brachte Nintendo in Europa ein Album namens The Legend of Zelda – Ocarina of Time Vol. II: The Lost Tracks heraus, das neben 20 Originalstücken aus dem Spiel drei neuabgemischte Stücke beinhaltet.
Ein offizielles Album mit 13 Arrangements aus der Spielmusik erschien am 27. Januar 1999 in Japan unter dem Namen Zelda no Densetsu – Toki no Ocarina: Hyrule Symphony (ゼルダの伝説 ~時のオカリナ~ ハイラル・シンフォニー); ein weiteres Album mit zwölf eingespielten Arrangements kam am 22. Dezember 1999 in Japan heraus.
Am 19. Juni 2011 wurde der originale Soundtrack ein weiteres Mal anlässlich des Nintendo-3DS-Remakes veröffentlicht. Dieses Album war ausschließlich durch den Club Nintendo erhältlich. Es umfasst 50 Stücke aus der N64-Fassung sowie ein orchestriertes Stück aus dem Nintendo-3DS-Remake.

## Entwicklung
Nachdem 1993 mit Link’s Awakening der vierte Teil der 1986 begründeten The-Legend-of-Zelda-Reihe erschienen war, begannen erst zwei Jahre darauf die Arbeiten an einem neuen Zelda-Spiel für die damals noch in der Entwicklung befindliche Konsole Nintendo 64. Da es zu dieser Zeit kaum Spiele mit Polygon-Grafik gab, mussten die Entwickler das Spielsystem des ersten polygonalen Zelda-Spiels von Grund auf konzipieren. Beeinflusst wurde das Projekt durch die Erfahrung, die das Team durch die Entwicklung der N64-Spiele Super Mario 64 und Star Fox 64 gewinnen konnte.
Ocarina of Time wurde von der Abteilung Nintendo Entertainment Analysis & Development (EAD) entwickelt und vom externen Unternehmen Systems Research & Development (SRD) programmiert. Der EAD-Leiter und Zelda-Schöpfer Shigeru Miyamoto fungierte bei der Entwicklung als Produzent. Er überwachte die Arbeit der Direktoren und nahm bisweilen selbst die Position eines Direktors ein. Die Entwicklung wurde von fünf Direktoren geleitet, die je einen eigenen Entwicklungsbereich verwalteten. Dieses Vorgehen war damals für die EAD neu. Der älteste der fünf Direktoren, Tōru Ōsawa, war als Script Director für die Handlung verantwortlich. Yōichi Yamada und Eiji Aonuma waren als Game System Directors für das Spielsystem verantwortlich. Aonuma gestaltete auch die Labyrinthe. Yoshiaki Koizumi war als 3D System Director an der 3D-Gestaltung beteiligt sowie für das Character Design verantwortlich, während Toshio Iwawaki von SRD als Program Director wirkte. Die Musik im Spiel stammt aus der Feder des langjährigen Zelda-Komponisten Kōji Kondō. Yūsuke Nakano fungierte als Illustrator und gestaltete die Figuren. Takashi Tezuka und Toshihiko Nakagō bekleideten die Rolle der Supervisor.
Miyamoto zufolge bestand das Kernentwicklerteam aus 40 bis 50 direkt an der Entwicklung des Spiels beteiligten Mitarbeitern. Unter Berücksichtigung zusätzlicher Mitwirkender steigt die Anzahl der Mitarbeiter auf bis zu 120 an. Gemessen an der Mitarbeiterzahl war das Spiel damit die damals größte Nintendo-Eigenproduktion und beanspruchte einen Großteil der damaligen EAD-Mitarbeiter. Der Abspann des Spiels nennt 65 Personen; 15 davon waren Manager, Koordinatoren oder Entwicklungsleiter, 19 waren Programmierer, weitere 19 waren Charakter-, Level-, Zwischensequenz- und Grafikdesigner, drei waren am Ton beteiligt, drei wirkten als Illustratoren mit sowie sieben als technische Unterstützer.

### Ursprung

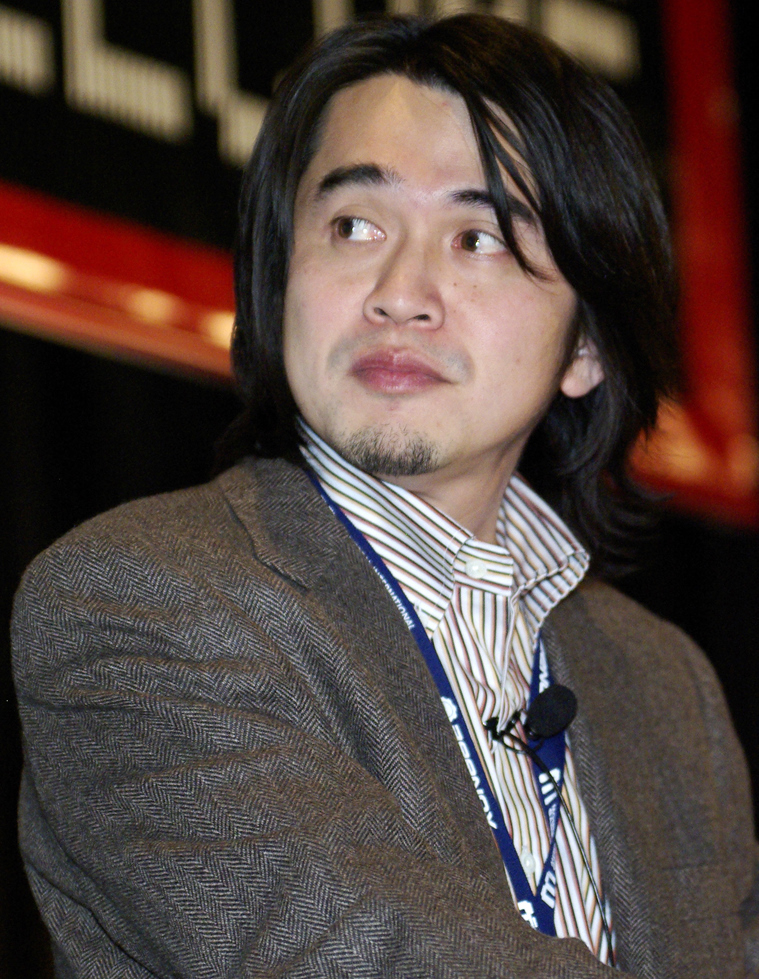
Yoshiaki Koizumi war als Co-Direktor für das Charakterdesign sowie das 3D-System zuständig und eine der treibenden Kräfte hinter dem Projekt.

In der ersten Hälfte der 1990er Jahre, bevor Super Mario 64 entwickelt wurde, arbeiteten Koizumi und Miyamoto an einer polygonalen Version von Zelda II für das SNES. Sie experimentierten mit einer Spielfigur aus Polygonen, die während des Schwertkampfes von der Seite betrachtet wurde. Weil das Projekt nicht wie gewünscht realisiert werden konnte, wurde es abgebrochen. Der Wunsch nach einem Zelda-Spiel mit starkem Fokus auf Schwertkampf und Polygon-Grafik blieb bei Koizumi bestehen.
Um 1995 erstellte der Nintendo-Produzent Takao Shimizu ein Zelda-Demo-Video mit Chanbara-Schwertkampf und 3D-Polygon-Grafik. Dabei griff er auf das zuvor von Miyamoto und Koizumi erarbeitete Konzept zurück. Da sich Shimizu unmittelbar danach den Arbeiten an Star Fox 64 zuwandte, ernannte er Toru Osawa zum Direktor des Zelda-Projektes. Zu dieser Zeit bestand das Entwicklerteam lediglich aus Osawa und dem damals neuen Nintendo-Mitarbeiter Jin Ikeda. Danach verfasste Osawa Grundlagen des Skriptes mit Chanbara im Hinterkopf.

### Frühe Produktionsphasen
Ocarina of Time wurde anfangs parallel zu Super Mario 64 entwickelt. Bei beiden Spielen war Koizumi einer der Direktoren und sammelte während seiner Arbeit an Super Mario 64 Ideen für Zelda. Als Super Mario 64 gegen Mitte 1996 vervollständigt wurde, stieß er zum Zelda-Team dazu. Als Programmgerüst für Ocarina of Time, der sogenannten Spiele-Engine, verwendeten die Entwickler daher zunächst die Engine von Super Mario 64 wieder. Über einen Zeitraum von anderthalb Jahren änderten die Programmierer die Engine sehr stark ab.

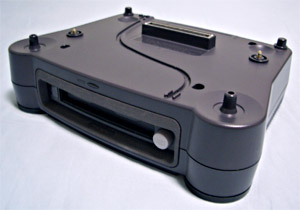
Das N64 Disk Drive, für das Ocarina of Time anfangs entwickelt wurde

Zu Beginn wurde das Projekt für das N64-Erweiterungsperipheriegerät 64DD (engl., ausgeschrieben: 64 Dynamic Drive, übersetzt: 64 Dynamisches Laufwerk) entwickelt, das anders als das N64 wiederbeschreibbare Discs verwendet. Auf dem 64DD versprachen sich die Entwickler, alle vom Spieler verursachte Änderungen wie beispielsweise Fußspuren für immer in der Spielwelt erhalten zu können. Da Discs im Vergleich zu Spielmodulen eine längere Ladezeit aufweisen, konnten die damals für Ocarina of Time erstellten Animationen der Spielfiguren nicht so schnell wie für ein flüssiges Spielerlebnis erforderlich in den Arbeitsspeicher der Spielkonsole geladen werden. Da man die Animationen nicht kürzen wollte, entschieden sich die Entwickler dafür, das Projekt auf die N64-Konsole umzuprogrammieren und nahmen dafür in Kauf, einige Spielelemente an die geringere technische Leistungsfähigkeit und Speicherkapazität der Spielmodule anzupassen oder entfernen zu müssen. Weil das Expansion Pak, das den Arbeitsspeicher der N64-Konsole erweitert und so weitere Spielgestaltungen ermöglicht hätte, zum Zeitpunkt der Entwicklung noch nicht marktreif war, konnten die Programmierer es nicht zur Vergrößerung des Arbeitsspeichers nutzen.

### Experimente zum Spielkonzept
Das Entwicklerteam war in fünf Gruppen unterteilt, die für Szenario und Planung, Experimente mit Figuren und Items im 3D-Raum, Itemplanungen, Motion-Capture-Experimentierung, sowie für neue Kameratechnik zuständig waren. Das im fertigen Spiel insgesamt anderthalb Stunden andauernde Filmmaterial wurde hauptsächlich von drei Mitwirkenden, in den späteren Phasen von bis zu sieben, erarbeitet.
Miyamoto schlug früh vor, das Projekt in der Egoperspektive umzusetzen, wobei die Kamera während eines Kampfes Sicht auf die Spielfigur gewähren solle. Zu der damaligen Zeit hieß es, dass die Darstellung der Spielfigur genauso viel Rechenleistung gefordert hätte wie die Berechnung der gesamten Umgebung. Koizumi stand der Idee negativ gegenüber, da er bereits die 3D-Modelle des Protagonisten entworfen hatte und diese im finalen Spiel eingesetzt sehen wollte. Letztlich wurde Miyamotos Vorschlag nach einigen Tests verworfen. Aspekte wie die Kamera- oder Kampfsteuerung, die in der Egoperspektive einfacher umzusetzen gewesen wären, bereiteten den Entwicklern bei der Third-Person-Perspektive Probleme.
Ursprünglich plante das Team aufgrund des limitierten Speicherplatzes nur das Schloss des Antagonisten Ganon als Handlungsort zur Verfügung zu stellen. Dieses sollte quasi als Oberwelt dienen, von der aus andere Räume aufgesucht werden könnten. Diese Spielstruktur hätte der von Super Mario 64 geähnelt.

### Konzipierung des Kampfsystems

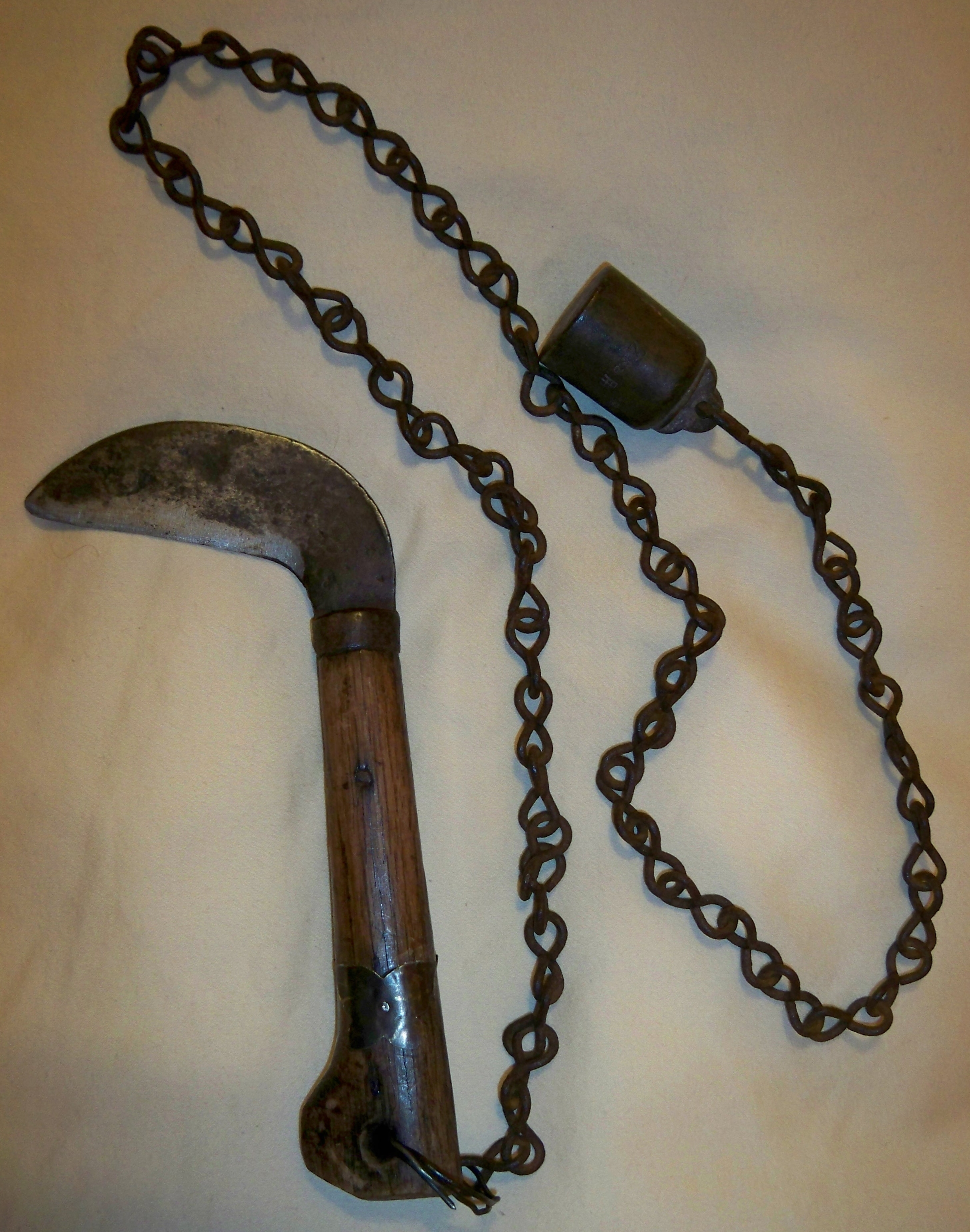
Inspiration für das Kampfsystem lieferte eine Ninjashow mit einer Kusarigama (abgebildet)

Während der Konzipierung des Kampfsystems stießen die Entwickler auf ein Problem, das sie schon bei Super Mario 64 hatten und dort nicht lösen konnten. Aufgrund der erhöhten Anzahl der möglichen Raumkoordinaten im dreidimensionalen Raum im Vergleich zu zweidimensionalen Spielen ist es für den Spieler schwieriger, die Angriffsrichtung mit den Positionskoordinaten des Gegners auf eine Ebene zu bringen. Da nur so der Feind bei einem Angriff getroffen werden kann, wäre es für den Spieler sehr aufwendig, die Angriffsrichtung ständig unter Zeitdruck nachjustieren zu müssen. Dies würde insbesondere durch die zusätzliche Bewegung der Spielfigur erschwert werden.
Um Inspirationen zu finden, besuchten Osawa, Ikeda und Koizumi zu dieser Zeit eine Ninjashow. Dort beobachtete Osawa, wie ein Kämpfer seinen Kontrahenten mit einer Kusarigama angriff, die Kette der Waffe straff zog und sich so kreisförmig um den Gegner herum bewegen konnte. Daraus entstand die Idee, im Spiel Gegner mit einer Art unsichtbarer Kusarigama anvisieren zu können, was den Kampf erleichtern sollte. Bei der gleichen Show sah Koizumi, dass diese Kampftechnik dem Kämpfer ermöglicht, nur einen Gegner gleichzeitig anzugreifen. Auch dies fand Aufnahme im Projekt, sodass die Spielfigur nur von dem Gegner angegriffen wird, die sie anvisiert.
So wurde das zu seiner Zeit neuartige Konzept des „Z-Anvisierens“ konzipiert und von Miyamoto und Koizumi in Zusammenarbeit mit den Programmierern entwickelt. In einem Prototyp dieses Kampfsystems verwendete das Team eine Markierung, um kenntlich zu machen, welcher Gegner anvisiert wurde. Koizumi gestaltete diese Markierung schließlich in Form einer Fee, die Navi getauft wurde – der Name wurde vom Wort navigieren abgeleitet. Osawa baute Navi in der Handlung als Begleiterin und Ratgeberin für Link ein.

### Spätere Phasen

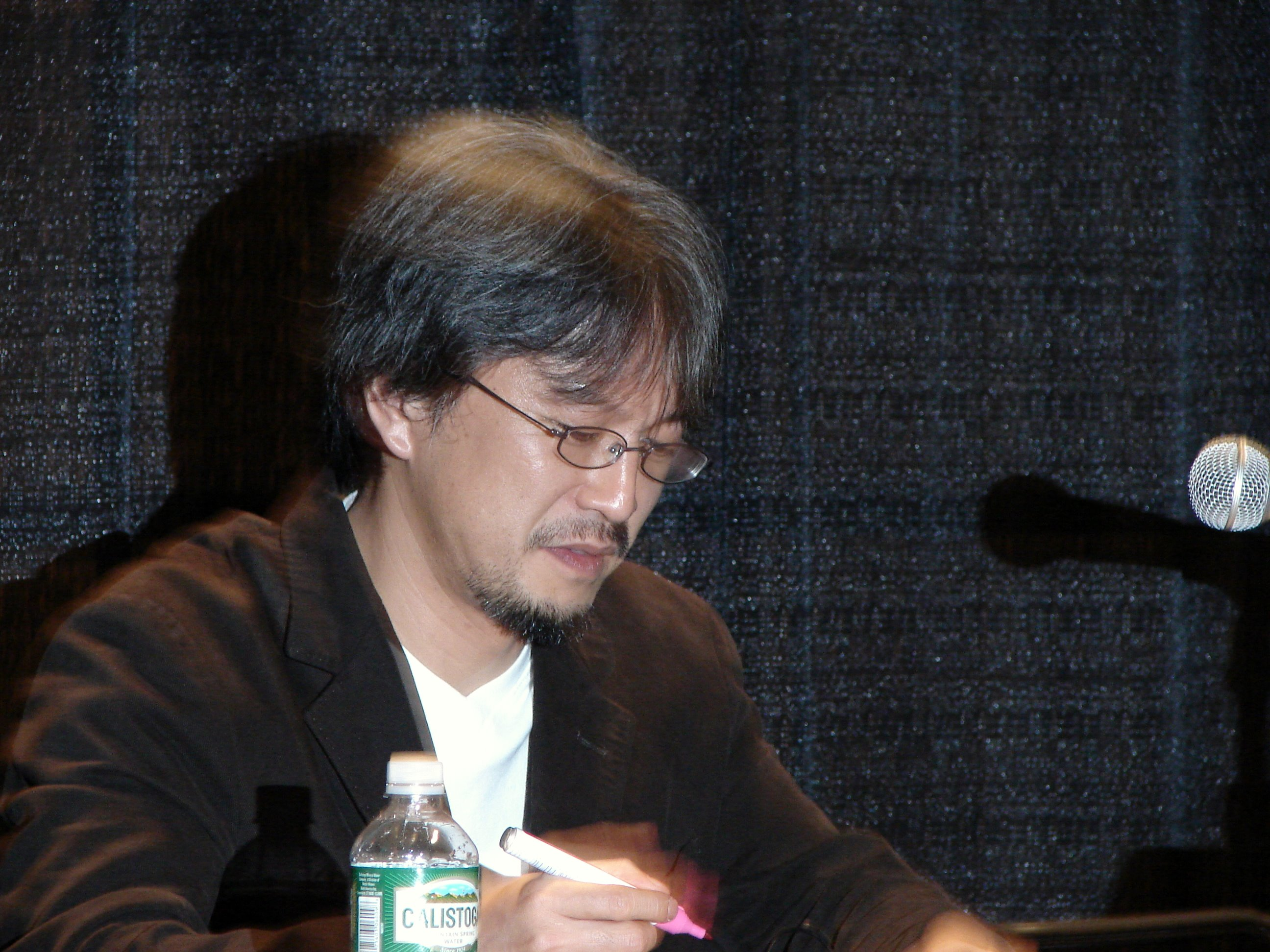
Der heutige Zelda-Produzent Eiji Aonuma wohnte den späteren Entwicklungsphasen von Ocarina of Time als Co-Direktor bei.

Während die Entwicklung des Projektes sich in die Länge zog, beanspruchte es immer mehr Kapazitäten. Deshalb begann Miyamoto, der an der Entwicklung zunächst hauptsächlich überwachend und beratend beteiligt gewesen war, sich aktiver in einer Direktor-ähnlichen Rolle zu beteiligten. Aus Personalmangel stieß Aonuma als Co-Direktor hinzu, als das Grundgerüst des Spiels bereits vervollständigt war und man begann, darauf aufzubauen. Miyamoto heuerte ihn an, da das unter Aonumas Direktion 1996 erschienene SNES-Spiel Marvelous: Treasure Island große Ähnlichkeiten zu A Link to the Past hatte. Aonuma gestaltete für Ocarina of Time insgesamt sechs Labyrinthe sowie die dort auftretenden Endgegner. Er entwarf die Labyrinthe derart, dass jedem ein bestimmtes Thema zugrunde lag. Im Laufe der Entwicklung mussten die Labyrinthe häufiger überarbeitet werden, um sie auf Änderungen an Links Fähigkeitenrepertoire anzupassen.
1997 sah das Skript noch ausschließlich einen erwachsenen Link als Spielfigur vor. Anderthalb Jahre vor Spielveröffentlichung äußerten Miyamoto und weitere Mitarbeiter, dass sie im Spiel gern auch einen jungen Link hätten. Um Link sowohl als Erwachsenen als auch als Kind im Spiel aufnehmen zu können, wurde das Skript des Spiels um das Motiv der Zeitreise erweitert.
Im Februar 1998 erreichte das Spiel den Beta-Status – einige Monate später, als ursprünglich geplant. Über 100 Mitarbeiter der Nintendo-Abteilung Super Mario Club unterstützten die Entwickler in diesen Endphasen der Projektentwicklung als Betatester und Debug-Programmierer.

## Veröffentlichung, Vertrieb und Verkaufszahlen

### Ankündigungen
Nintendo stellte das N64 erstmals auf der Shoshinkai-Messe Ende November 1995 vor und veröffentlichte ein elf Sekunden langes Video zu einem Zelda-Spiel, das die grafische Leistungsfähigkeit des N64 demonstrieren sollte. Fast ein Jahr später äußerte Miyamoto, dass das als Zelda 64 betitelte Zelda-Spiel für das N64 nicht so aussehen werde wie die Technik-Demo. Die Animationen im Demovideo beurteilte Miyamoto als sehr unstet.
Auf der Shoshinkai im November 1996 präsentierte Nintendo den damaligen Stand von Zelda 64 und publizierte erstmals echtes Videomaterial aus dem Spiel. Der Konzern teilte mit, Zelda 64 sei für das 64DD geplant. Im März 1997 bestätigte Nintendo eine Planänderung, wonach das Spiel 1997 als Cartridge für das N64 erscheinen solle. Eine womöglich erweiterte Fassung für das 64DD solle aber zu einem späteren Zeitpunkt folgen. Auf der Spielemesse E3 1997, die Mitte Juni stattfand, veröffentlichte Nintendo Bild- und Videomaterial zu Zelda 64 und gab bekannt, dass die Veröffentlichung des Spiels auf Anfang 1998 verschoben wurde. Nach einer weiteren Verschiebung im August war das Spiel für das zweite Quartal 1998 geplant. Erstmals öffentlich anspielbar war das Spiel auf der Shoshinkai 1997. Inzwischen war es bereits offiziell auf den Untertitel Ocarina of Time getauft worden. Vom 31. August bis 2. September 1998 konnten Videospieljournalisten in Seattle eine fast finale Version des Spiels ausführlich im Rahmen einer Presseveranstaltung namens Zelda Gamer’s Summit 1998 antesten.
Einer weiteren Verschiebung folgend, war das Spiel für Japan im Sommer und in Nordamerika für Herbst 1998 geplant. Später wurde der Zeitraum auf November 1998 präzisiert.

### Vertrieb und Veröffentlichung
Am 21. November 1998 brachte Nintendo Ocarina of Time in Japan für das N64 heraus. In Nordamerika folgte die Veröffentlichung des Spiels durch Nintendo of America zwei Tage darauf und am 11. Dezember 1998 kam das Spiel auf den europäischen Markt. In China kam Ocarina of Time im November 2003 für das dortige offizielle N64-Pendant iQue Player heraus.
In verschiedenen Regionen der Welt wurde Ocarina of Time in unterschiedlichen Versionen herausgebracht. In Europa lieferte Nintendo of Europe das Spiel in einem grauen Modul in einer schwarzen Verpackung mit goldenem Logo aus. In den USA und Australien war das Spiel hingegen in zwei unterschiedlichen Versionen zu erwerben: Als normale Version mit grauem Modul sowie als „Collector’s Edition“ (deutsch: Sammlerausgabe) mit goldenem Modul und goldglänzender Verpackung. Auf den beiden Verpackungen der nordamerikanischen/australischen Versionen wurde im Gegensatz zur europäischen Version das mehrfarbige Logo benutzt. 2000 brachte Nintendo Ocarina of Time zum reduzierten Preis noch einmal für das N64 heraus. Dies geschah unter dem Label der „Player’s-Choice“-Reihe, die ältere bereits erschienene Spiele in einer neuen Auflage und neuem Packungsdesign wiederveröffentlicht.

### Revisionen
Nintendo brachte Ocarina of Time in mehreren Versionen heraus. Revisionen sollten unter anderem Fehler der jeweils vorherigen Version ausbessern. Es gibt unterschiedliche Versionen mit Änderungen, die nicht zwingend in allen landesspezifischen Fassungen vorkommen. Es wird oft von drei „großen“ Versionen gesprochen, die große Unterschiede zueinander beinhalten und alle Fassungen betreffen.
In der zweiten großen Version von Ocarina of Time sind zahlreiche Programmfehler behoben und anderweitige Verbesserungen vorgenommen worden. Die dritte Version weist signifikantere Änderungen auf. Auch hier wurden Programmierfehler verbessert und andere Aspekte geändert. Diese Version wurde zusätzlich zensiert, indem die Farbe des Blutes im Spiel von rot in grün geändert wurde. Weiterhin wurde die Hintergrundmusik im Feuertempel, einem der Labyrinthe, überarbeitet. Das ursprüngliche Lied enthielt gesungene Texte aus der heiligen Schrift der islamischen Religion, dem Koran. Für das überarbeitete Musikstück wurde der Gesang entfernt und durch eine generische Hintergrundmelodie ersetzt.
Die unter anderem in Deutschland, Österreich und der Schweiz erschienene N64-Version für die PAL-Fernsehenorm-Region basiert dabei immer auf der dritten Version. Die ersten beiden Versionen erschienen nur in den Ländern Nordamerika und Japan, in denen es die NTSC-Fernsehnorm gibt (sogenannte PAL- und NTSC-Versionen). Die später erschienene Fassung für den N64-Nachfolger Nintendo GameCube wurde weiter modifiziert, basierend auf der letzten Version des N64.

### Verkaufszahlen und kommerzielle Bedeutung
Mitte November 1998 teilte Nintendo mit, dass die Einnahmen des Unternehmens aufgrund einer schwachen japanischen Ökonomie sowie eines Mangels an sogenannten System-Sellern für das N64 eingebrochen seien. Im damaligen Finanzjahr verkaufte sich die Konsole in Japan nur 360.000 Mal, in Übersee etwa 3,5 Millionen Mal. Des Weiteren qualifizierte sich Sonys Spielkonsole PlayStation zum starken N64-Konkurrenten. Durch Ocarina of Time erhoffte sich Nintendo einen starken Anstieg der N64-Verkaufszahlen.
Bereits eine Woche nach Bestell-Freigabe des Spiels waren in Nordamerika 200.000 Vorbestellungen für Ocarina of Time eingegangen. Dadurch mauserte es sich zum meistvorbestellten Videospiel der damaligen Zeit. Eine Woche vor der Veröffentlichung kamen weitere 125.000 Vorbestellungen hinzu.
In den ersten zwei Tagen konnten auf dem japanischen Markt fast 400.000 Kopien des Spiels verkauft werden. Damit beanspruchte das Spiel die Spitzenposition der wöchentlichen Software-Charts für Japan für sich. Bis Anfang Dezember gingen in Japan noch etwa 100.000 weitere Spieleexemplare über die Ladentheken. In Nordamerika war die Veröffentlichung ähnlich erfolgreich: In den ersten zwei Wochen wurde Ocarina of Time hier über eine Million Mal verkauft. Das Spiel war damit das erfolgreichste Videospiel im November 1998 und wurde zu dem N64-Titel, der am schnellsten verkauft wurde.
1998 konnte Nintendo global insgesamt 2,5 Millionen Exemplare von Ocarina of Time absetzen. Dadurch wurde das Spiel trotz seiner relativ späten Veröffentlichung das meistverkaufte Spiel 1998. Ocarina of Time erwirtschaftete einen größeren Umsatz als der damals erfolgreichste Film-Blockbuster Das große Krabbeln, der in seinen ersten sechs Wochen 114 Millionen $ an Einnahmen generierte. Mit einem Preis von etwa 60 $ pro Exemplar sorgte das Spiel in diesem Jahr für einen Umsatz von etwa 150 Millionen $.
Nintendo ging davon aus, bis Ende des Finanzjahres 1998, also bis Ende März 1999, sechs Millionen Spielexemplare auszuliefern. Im Juni 1999 lagen die weltweiten Verkaufszahlen für Ocarina of Time bei 7,1 Millionen. In Deutschland befanden sich im Februar 1999 etwa eine halbe Million Exemplare des Spiels im Umlauf. Nach Angaben von Eiji Aonuma konnten im Vergleich zu den Juni-Verkaufszahlen noch 500.000 weitere Exemplare abgesetzt werden. Damit erreichte Ocarina of Time eine Gesamtverkaufszahl von 7,6 Millionen.

## Rezeption
Ocarina of Time gilt in vielen Publikationen als bestes Spiel der Zelda-Reihe. Häufig wird es zugleich als das bisher beste Videospiel angepriesen. Außerdem ist es das Videospiel mit dem höchsten Wertungsdurchschnitt. Darauf fußend wird es in der Guinness World Records Gamer’s Edition – der Sonderausgabe des Guinness-Buchs der Rekorde – als höchstbewertetes Videospiel aller Zeiten geführt.

### Rezeption

#### Kritiken
Peer Schneider vom Online-Magazin IGN lobte Ocarina of Time als neuen Meilenstein der interaktiven Unterhaltung. „Selten gibt es eine solch perfekte Mischung aus Grafik, Sound und Gameplay, sodass selbst die zynischsten Spieler eingestehen werden, dass Zelda 64 bereit ist, das Action-RPG-Genre für die nächsten Jahre zu prägen.“ Zu Beginn des Spiels sei eine deutliche Ähnlichkeit zu Super Mario 64 nicht von der Hand zu weisen. Ein deutlicher Unterschied sei, dass Ocarina of Time keine Sprungtaste aufweise, sondern eine Autosprungfunktion, was, so Schneider, zwar nervig klinge, aber sehr gut umgesetzt sei. Das den vorherigen Zelda-Teilen stark ähnelnde Spielprinzip werde durch große Innovationen sowie weitaus umfangreichere Level erweitert. Weiter hob Schneider die Vielzahl an Nebenquests und Minispielen hervor. Das Kamera- und Tastensystem sei anfangs noch gewöhnungsbedürftig, gehe aber bei einem erfahreneren Spieler sehr gut von der Hand und könne viele Probleme lösen, die in Super Mario 64 noch ein tieferes Eintauchen in das Spielerlebnis verhinderten. Auf Seiten der Grafik bezeichnete Schneider Ocarina of Time als bestaussehendes Konsolen-Spiel aller Zeiten, während er den von Kōji Kondō komponierten Score mit den Werken des Musikers Philip Glass verglich.

Ocarina of Time is easily the best in the series. Sure, the game has a couple of little flaws (the annoying Navi ‘hey’ messages, for example) – but unlike the hundreds and hundreds of uninspired gaming sequels that find their way into console and PC owners’ homes every year, Ocarina of Time takes some basic gameplay and story ideas from its predecessors and rolls them into a completely unique experience. […] The Legend of Zelda: Ocarina of Time should be recommended playing for ever aspiring videogame designer and programmer out there. If you’re making games and you haven’t played this game, then you’re like a director who has never seen Citizen Kane or a musician who has never heard of Mozart.

„Ocarina of Time ist bei Weitem das beste [Spiel] in der Reihe. Sicher, das Spiel hat ein paar kleine Mängel (zum Beispiel die nervigen ‚hey‘-Mitteilungen von Navi) – aber anders als Hunderte uninspirierter Spielefortsetzungen, die jedes Jahr ihren Weg in die Wohnungen der Konsolen- und PC-Besitzer finden, übernimmt Ocarina of Time einige grundsätzliche Spiel- und Handlungsideen von seinen Vorgängern und verpackt sie in eine absolut einzigartige Erfahrung. […] Jedem aufstrebenden Videospieldesigner und -Programmierer sollte empfohlen werden, The Legend of Zelda: Ocarina of Time zu spielen. Wer Spiele erschafft und dieses Spiel nicht gespielt hat, ist wie ein Regisseur, der nie Citizen Kane gesehen hat oder wie ein Musiker, der nie von Mozart gehört hat.“

Die britische Edge betrachtete Ocarina of Time in ihrer Spielbesprechung als Zelda-Spiel in einem für damals modernen technischen Gewand. In jeder Hinsicht stelle das Spiel eine unverfälschte Evolution der Zelda-Reihe dar. Die Echtzeitsequenzen trügen zu einem cineastischen Erlebnis bei, so die Zeitschrift. Die Edge hob das Spielelement der Okarina hervor und lobte die Musik- und Tongestaltung. Die Grafik überzeuge auf voller Linie und trage dazu bei, eine lebendige Welt zu erschaffen. Leichte Kritik übte die Zeitschrift an der Kameraperspektive in Gebäuden. Insgesamt gebe es wenig zu bemängeln, womit es sich bei Ocarina of Time um eines der besten Nintendo-Spiele überhaupt handele. Das Spiel demonstriere Nintendos Kreativität.
Die deutschsprachige Zeitschrift Der Spiegel schrieb 1998:

„Die Firma Nintendo […] trumpft jetzt mit einem Spiel auf, das die Fachpresse als Meisterwerk feiert: ‚The Legend of Zelda: Ocarina of Time‘. […] Selten war ein Computerspiel so sinnreich konstruiert – und so detailverliebt. […] Sogar das abgebrühte US-Spielemagazin ‚Next Generation‘ ließ sich hinreißen und ernannte ‚Zelda‘ zum ‚Spiel des Jahrhunderts‘.“

#### Wertungsspiegel
Bei Metacritic, einer Online-Datenbank für Medienbewertungen, befindet sich Ocarina of Time mit einer weltweiten Durchschnittswertung von 99 aus 100 möglichen Punkten, ausgehend von 22 Kritiken, an der Spitze der bestbewerteten Videospiele aller Zeiten (Stand 2023). Auch bei GameRankings, ebenfalls eine Online-Datenbank, die Kritiken von anderen Publikationen und ein anderes Berechnungssystem für den Wertungsdurchschnitt benutzt als Metacritic, befindet sich Ocarina of Time an einer Spitzenposition: Mit einem Wertungsdurchschnitt von 97,63 % war es jahrelang auch dort das bisher beste Spiel, wurde Ende 2012, nach einer Neuberechnung des Wertungsdurchschnitts, von Super Mario Galaxy enttrohnt und befand sich mit 97,54 % seitdem auf dem zweiten Platz. 2010 kürte Guinness World Records das Spiel zum bestbewerteten Videospiel aller Zeiten, und erreichte im Jahr 2012 immer noch den dritten Rang in dieser Wertung.
| Publikation              | Wertung | Anmerkung |
| ------------------------ | ------- | --- |
| Famitsu                  | 40/40   | Setzt sich aus Einzelwertungen vierer Redakteure zusammen, die jeweils 10 Punkte vergeben; erste jemals vergebene perfekte Wertung der Famitsu |
| IGN US                   | 10/10   | |
| Edge                     | 10/10   | Eines von bisher 21 mit der Höchstwertung ausgezeichneten Spiele (Stand: Feb. 2019)                                                            |
| Next Generation Magazine | 5/5     | |
| Game Informer            | 9,75/10 | |
| Total                    | 1       | Wertung nach dem Schulnotensystem |
| Bravo Screenfun          | 1       | Wertung nach dem Schulnotensystem |
| GameSpot                 | 10/10   | |
| N-Zone                   | 97 %    | |
| MAN!AC                   | 9,5/10  | |
| 64 Power                 | 98 %    | |

#### Auszeichnungen (Auswahl)
Ocarina of Time wurde mit zahlreichen Auszeichnungen geehrt. Bei den 1999 stattgefundenen zweiten alljährlichen Interactive Achievement Awards erhielt das Spiel sechs Auszeichnungen, darunter auch Spiel des Jahres.
| Auszeichnung                             | Kategorie                                       |
| ---------------------------------------- | ----------------------------------------------- |
| AIAS Interactive Achievement Awards 1999 | Console Adventure Game of the Year              |
| AIAS Interactive Achievement Awards 1999 | Console Game of the Year                        |
| AIAS Interactive Achievement Awards 1999 | Console Role-Playing Game of the Year           |
| AIAS Interactive Achievement Awards 1999 | Game of the Year                                |
| AIAS Interactive Achievement Awards 1999 | Outstanding Achievement in Interactive Design   |
| AIAS Interactive Achievement Awards 1999 | Outstanding Achievement in Software Engineering |
| British Academy Video Games Awards 1999  | Innovative Game Award                           |
| British Academy Video Games Awards 1999  | The Games Award                                 |
| British Academy Video Games Awards 1999  | The Interactivity Award                         |
| British Academy Video Games Awards 1999  | The Computer Programming Award                  |
| Japan Media Arts Festival 1998           | Entertainment/Interactive Art                   |
| IGN64’s Best of 1998 Awards              | Best Overall Game of 1998                       |
| IGN64’s Best of 1998 Awards              | Best Adventure/Role Playing Game of 1998        |
| Nintendo Power                           | Spiel des Jahres 1998                           |

### Retrospektive Rezeption

#### Retrospektive Kritik
In der Encyclopedia of Video Games von 2012 schreibt der Medienwissenschaftler Mark J. P. Wolf, Ocarina of Time gelte als bestes Zelda-Spiel und eines der besten Videospiele überhaupt. Er hebt hervor, dass der Gebrauch von Musik eines der zentralen Spielelemente von Ocarina of Time darstellt.
Alex Navarro von der Spielewebsite GameSpot schrieb zu Ocarina of Time in einem 2004 veröffentlichten Artikel:

“The plot of the game was largely linear in its design, but the true beauty of Ocarina came from exploration […]. In addition, Ocarina featured one of the most excellently balanced gameplay systems ever designed, achieving a perfect harmony between combat and puzzle solving. […] Ocarina of Time was not only a magical Zelda game, but it’s also an absolute masterpiece when compared with any game you could ever think of. […] To call Ocarina of Time anything other than one of the greatest games of all time would be an absolute crime […].”

„Die Handlung des Spiels war von ihrem Aufbau her weitestgehend linear, aber die wahre Schönheit von Ocarina [of Time] zeigte sich durch die Erkundung […]. Außerdem brachte Ocarina [of Time] eine der am besten ausbalancierten Spielmechaniken, die je erschaffen wurde, und erreichte eine perfekte Harmonie zwischen Kämpfen und Rätsel lösen. […] Ocarina of Time war nicht bloß ein magisches Zelda-Spiel, sondern es ist auch ein absolutes Meisterwerk im Vergleich zu jedem anderen Spiel. […] Ocarina of Time nicht als eines der besten Spiele aller Zeiten zu bezeichnen, wäre ein absolutes Verbrechen […].“

Die deutsche Zeitschrift Stern blickte anlässlich der Neuveröffentlichung auf dem Nintendo 3DS auf die Originalversion des Nintendo 64 zurück:

„Als wir im Dezember 1998 den N64-Controller in die Hand nahmen, verschwendeten wir keinen Gedanken an die technischen Aspekte wie die Bildrate, die blockartigen Charaktermodelle und die robuste Spiele-Engine, denn wir verloren uns gänzlich in denkwürdige Charaktere, rätselhafte Verliese, schwierige Boss-Kämpfe und zahlreiche Mini-Games.“

Die Spielezeitschrift GamePro begründete im Jahr 2011 in einem Überblick über die ganze Zelda-Spielereihe, warum Ocarina of Time als eines der besten Spiele, zumindest aber als das beste Zelda-Spiel aller Zeiten gilt:

„Neben der atemberaubenden Grafik und der spannenden Geschichte punktete Ocarina [of Time] vor allem durch perfekte Bedienbarkeit. Der Einsatz des N64-Controllers war vorbildlich, die Möglichkeit, Feinde per ‚Z‘-Knopf anzuvisieren, und die daraus resultierenden Kämpfe setzten neue Genre-Standards. […] Mit Ocarina of Time ist es Miyamoto gelungen, eine in sich geschlossene Welt zu erschaffen, in der von Schleich-Einlagen über Angelausflüge, bis zu Pferderennen alles möglich war. Aus diesen und tausend anderen Gründen gilt Ocarina of Time bis heute als das beste Zelda aller Zeiten.“

#### Bestenlisten
In zahlreichen Bestenlisten tauchte Ocarina of Time an den Spitzenpositionen auf. Es folgt eine Auswahl an Platzierungen in retrospektiven Bestenlisten von bedeutenden Publikationen:
- Mitte 2000 kürte IGN Ocarina of Time zum besten N64-Spiel[102]
- Platz 2 bei IGNs retrospektiver Bestenliste 2003[103]
- Platz 2 bei IGNs Bestenliste 2005[104]
- Platz 4 bei IGNs Bestenliste 2007[105]
- Platz 1 bei IGNs Bestenliste 2008[106]
- Platz 8 der 200 besten Videospiele ihrer Zeit von 1UP[107]
- Platz 5 der 50 besten Konsolenspiele aller Zeiten vom Guinness World Records 2009 Gamer’s Edition[108]
- Platz 2 der 100 besten Nintendo-Spiele vom Official Nintendo Magazine[109]
- Platz 2 der 50 besten klassischen Spiele der letzten 25 Jahre von der Entertainment Weekly[110]
- Platz 1 der 100 besten Spiele von der Edge[111]
- Platz 1 der Leserwahl der Top 100 der besten Spiele aller Zeiten bei IGN 2006[112]

#### Besprechung gesellschaftlicher Aspekte des Spiels
2011 betrachtete Matt Miller vom amerikanischen Videospiele-Magazin Game Informer Ocarina of Time rückblickend als eines der besten Videospiele über das Thema der Adoleszenz. Ferner sei das Spiel der Beweis, dass Videospiele als Medium ganz speziell mit diesem Thema umgehen könnten. Für Miller ist der größte Moment innerhalb des Spiels jener, in dem die Spielfigur Link plötzlich vom Kind zum erwachsenen jungen Mann wird. So verarbeite Ocarina of Time das Erlebnis des Erwachsenwerdens sowie die Wahrnehmung einer düsteren und gefährlicheren Welt.

Ocarina [of Time] understands how people play games, the curiosity that weighs up cause and effect, the importance of the player’s own impulses in creating entertainment. Link’s inventory is made for experimentation, almost every item having subtleties to be discovered.

„Ocarina [of Time] versteht, wie Leute Spiele spielen, versteht die Neugierde, die Ursache und Wirkung abwägt und versteht die Bedeutung der eigenen Impulse des Spielers, um Unterhaltung zu erschaffen. Links Ausrüstung wurde gemacht, um zu experimentieren, da fast jeder Gegenstand Feinheiten besitzt, die es zu entdecken gilt.“

In einem retrospektiven Artikel analysierte die Zeitschrift Edge Ocarina of Time. Dabei ging diese auch auf die Struktur des Spiels ein. Die Handlung sei zwar linear, die Struktur hingegen abzweigend. Zu Spielbeginn gibt es viele Beschränkungen, in der Spielmitte hat der Spieler fast freien Zugang zu allen Spielgebieten, gegen Spielende schrumpfen die Möglichkeiten wieder. Hinzu kommt, dass es im Spiel zwei Parallelwelten gibt, zwischen denen der Spieler im späteren Verlauf nach seinem Willen wechseln kann. Betreffend der Handlung bezeichnete die Edge das Spiel als Meister der „Taschenspieler-Narrativität“, da beispielsweise jedes Labyrinth eine eigene Geschichte für sich erzähle. Die eigentliche Schwierigkeit des Spiels, so heißt es später im Artikel, besteht nicht etwa in Kämpfen, sondern in den Rätseln, die die Wahrnehmung des Spielers im dreidimensionalen Raum überprüfen. Als Fazit schreibt die Edge, Ocarina of Time sei ein Spiel, das seinem Spieler anvertraue zu experimentieren, Dinge auszuprobieren und zu erkunden. Um diese Basis herum seien Handlung und Spielwelt aufgebaut.

#### IstOcarina of Timeüberbewertet?
Im Februar 2009 setzte sich Levi Buchanan von der Website IGN Retro mit der Frage auseinander, ob Ocarina of Time überbewertet sei. Buchanan reflektierte Kritikermeinungen, denen zufolge beim Übergang von detaillierten 2D-Spielen zu den damals völlig neuartigen, polygonalen 3D-Spielen, die Persönlichkeit der Produkte verloren gegangen sei. Viele Spieleentwickler übertrugen die Regeln für 2D-Gameplay in ein 3D-Konzept. Dies war bei Ocarina of Time nicht der Fall, trotzdem lasse dieser Titel im Prinzip lediglich althergebrachte Spielelemente einzig aufgrund des technischen Fortschritts neu und revolutionär erscheinen. Als Beispiel führte Buchanan an, dass im Spiel neue Gebiete freigeschaltet werden, sobald die Spielfigur ein besonderes Item eingesammelt hat. Dieses Konzept sei bereits zur Zeit von Ocarina of Time nicht neu gewesen. Außerdem ähnelten die Bosskämpfe aus Ocarina of Time denen aus älteren Videospielen und stellten ebenfalls nur aufgrund der fortschrittlichen Technik damals ein als neu empfundenes Erlebnis dar. Die Hylianische Steppe sei außerdem zu ereignislos, behauptete Buchanan – ein Mangel, der in der zeitgenössischen Rezeption von Ocarina of Time kaum eine Rolle spielt, beim späteren Nachfolger The Wind Waker jedoch stark kritisiert wurde. Dass das Spiel trotz dieser Mängel allgemeingültig als bisher bestes Videospiel angepriesen wird, erklärt sich der Autor mit der Reputation der Zelda-Spielereihe.
2009 sagte der Zelda-Produzent Aonuma aus, dass er Ocarina of Time für nicht so gut halte, wie von der Allgemeinheit behauptet:

“It’s complicated. Past things belong to our memories, and they grow bigger in there. If you play Ocarina of Time nowadays, you notice that it’s not that good. Sometimes it doesn’t move as fast as it should, graphics aren’t as beautiful as they should be; there are some confusing parts... any present Zelda is technically superior. Everything goes faster, more fluid.”

„Es ist kompliziert. Vergangene Dinge sind an unsere Erinnerungen geknüpft und dort erscheinen sie größer. Spielt man heutzutage Ocarina of Time, dann bemerkt man, dass es gar nicht so gut ist. Manchmal läuft es nicht so schnell, wie es sollte, die Grafiken sind nicht so schön, wie sie sein sollten; es gibt einige verwirrende Abschnitte… Jedes aktuellere Zelda ist technisch überlegen. Alles geht schneller, flüssiger.“

## Analyse

### Zentrale Elemente derZelda-Spiele
Die Spieleserie The Legend of Zelda zeichnet sich unter anderem durch in vielen Spielen ähnlich vorkommende Spielelemente aus. So gehört zum Beispiel der Schwert- und Schildkampf in unterschiedlicher Art und Weise zu jedem Zelda-Spiel. In diesem Zusammenhang steht auch die Lebensenergie des Protagonisten, die in Ocarina of Time wie in der Reihe üblich als Herzen in einer Art Herzleiste symbolisiert wird. Die Geschichten weisen in den verschiedenen Spielen oft einige Parallelen auf: So wird Prinzessin Zelda oftmals entführt und muss vom Helden Link befreit werden. Ganondorf beziehungsweise Ganon ist dabei oft der Bösewicht in den Zelda-Spielen und strebt stets nach der Macht des Triforce, was dieses in einigen Spielen zu einem zentralen Element und Teil der Geschichte macht. Das Land Hyrule ist meist der Handlungsort der Spiele, wird jedoch fast immer anders gestaltet. Weiterhin sind auch in Ocarina of Time Rubine die Währung. Items wie beispielsweise der Bogen oder Bomben, kommen in anderen Zelda-Spielen häufig in ähnlicher Weise vor.

### Einordnung der Spielgeschichte in den Erzählkontext der Reihe
Jeder Zelda-Teil erzählt eine in sich abgeschlossene Handlung. Die Geschichte des Königreiches Hyrule wird jedoch übergreifend über alle Teile der Reihe erzählt. So gibt es in den meisten Teilen Anspielungen auf chronologisch frühere Spiele. Beispielsweise ist das Masterschwert aus Ocarina of Time das gleiche wie das aus dem Spiel Skyward Sword. Link und Prinzessin Zelda sind Reinkarnationen der Protagonisten aus Skyward Sword, das den Ursprung des Antagonisten Ganondorf erklärt. Erst das offizielle Buch zur Zelda-Serie, Hyrule Historia, führte die offizielle Chronologie im Jahr 2011 ein und stellte Verbindungen zwischen einigen Zelda-Spielen her.
Laut diesem Buch handelt Ocarina of Time in der chronologischen Reihenfolge relativ weit am Anfang und spielt während der sogenannten Ära des Helden der Zeit. Im Spiel taucht der Hauptantagonist der Reihe, Ganon und seine zweite Erscheinungsform Ganondorf, chronologisch gesehen erstmals auf. Ocarina of Time nimmt eine wichtige Stellung in der Chronologie der Saga ein, da, bedingt durch den Aspekt der Zeitreise, mehrere Szenarien möglich sind. So teilt sich die Zeitleiste nach Ocarina of Time in drei Teile. Eine Abzweigung basiert auf einer im Spiel nicht gezeigten Hypothese, die anderen zwei ergeben sich aus der Annahme, dass bei einer Zeitreise eine Parallelwelt erschaffen wird.
Die erste Möglichkeit ist, der Bösewicht besiegt den Helden Link und erlangt die Macht. Bei Möglichkeit zwei besiegt der Held Link den Bösewicht Ganon. Daraufhin wird er in seine Kindheit per Zeitreise zurückgeschickt, um diese erleben zu können. In der dritten Möglichkeit besiegt der Held Link den Bösewicht Ganon ebenfalls und wird auch hier in seine Kindheit zurückgeschickt. Die Welt, in der er zuvor gelebt hat, existiert weiterhin, läuft aber zeitlich ohne ihn weiter. So kann er diese Welt nie mehr erreichen, da dies sonst ein Zeitparadoxon wäre.
Die folgende Grafik stellt die chronologische Reihenfolge, in der die Zelda-Spiele handeln, schematisch dar:
|  |  |                                                                                                |                                                                                                |                                                                                                |                                                                                                |                                                                                                |                                                                                                |  |  | Skyward Sword                                                                                                | | | | | |  |  | | | | | | |  |  |  |  |  |  |  |  |  |  |  |  |  |  |  |  |  |  |  |  |
|  |  |                                                                                                |                                                                                                |                                                                                                |                                                                                                |                                                                                                |                                                                                                |  |  | | | | | | |  |  | | | | | | |  |  |  |  |  |  |  |  |  |  |  |  |  |  |  |  |  |  |  |  |
|  |  |                                                                                                |                                                                                                |                                                                                                |                                                                                                |                                                                                                |                                                                                                |  |  | The Minish Cap                                                                                               | | | | | |  |  | | | | | | |  |  |  |  |  |  |  |  |  |  |  |  |  |  |  |  |  |  |  |  |
|  |  |                                                                                                |                                                                                                |                                                                                                |                                                                                                |                                                                                                |                                                                                                |  |  | | | | | | |  |  | | | | | | |  |  |  |  |  |  |  |  |  |  |  |  |  |  |  |  |  |  |  |  |
|  |  |                                                                                                |                                                                                                |                                                                                                |                                                                                                |                                                                                                |                                                                                                |  |  | Four Swords                                                                                                  | | | | | |  |  | | | | | | |  |  |  |  |  |  |  |  |  |  |  |  |  |  |  |  |  |  |  |  |
|  |  |                                                                                                |                                                                                                |                                                                                                |                                                                                                |                                                                                                |                                                                                                |  |  | | | | | | |  |  | | | | | | |  |  |  |  |  |  |  |  |  |  |  |  |  |  |  |  |  |  |  |  |
|  |  |                                                                                                |                                                                                                |                                                                                                |                                                                                                |                                                                                                |                                                                                                |  |  | Ocarina of Time                                                                                              | | | | | |  |  | | | | | | |  |  |  |  |  |  |  |  |  |  |  |  |  |  |  |  |  |  |  |  |
|  |  |                                                                                                |                                                                                                |                                                                                                |                                                                                                |                                                                                                |                                                                                                |  |  | | | | | | |  |  | | | | | | |  |  |  |  |  |  |  |  |  |  |  |  |  |  |  |  |  |  |  |  |
|  |  |                                                                                                |                                                                                                |                                                                                                |                                                                                                |                                                                                                |                                                                                                |  |  | | | | | | |  |  | | | | | | |  |  |  |  |  |  |  |  |  |  |  |  |  |  |  |  |  |  |  |  |
|  |  | Zeitlinie A: Der Held der Zeit scheitert daran, Ganon am Ende von Ocarina of Time aufzuhalten. | Zeitlinie A: Der Held der Zeit scheitert daran, Ganon am Ende von Ocarina of Time aufzuhalten. | Zeitlinie A: Der Held der Zeit scheitert daran, Ganon am Ende von Ocarina of Time aufzuhalten. | Zeitlinie A: Der Held der Zeit scheitert daran, Ganon am Ende von Ocarina of Time aufzuhalten. | Zeitlinie A: Der Held der Zeit scheitert daran, Ganon am Ende von Ocarina of Time aufzuhalten. | Zeitlinie A: Der Held der Zeit scheitert daran, Ganon am Ende von Ocarina of Time aufzuhalten. |  |  | Zeitlinie B: Der Held der Zeit ist erfolgreich, kehrt zurück in die Vergangenheit und erlebt seine Kindheit. | Zeitlinie B: Der Held der Zeit ist erfolgreich, kehrt zurück in die Vergangenheit und erlebt seine Kindheit. | Zeitlinie B: Der Held der Zeit ist erfolgreich, kehrt zurück in die Vergangenheit und erlebt seine Kindheit. | Zeitlinie B: Der Held der Zeit ist erfolgreich, kehrt zurück in die Vergangenheit und erlebt seine Kindheit. | Zeitlinie B: Der Held der Zeit ist erfolgreich, kehrt zurück in die Vergangenheit und erlebt seine Kindheit. | Zeitlinie B: Der Held der Zeit ist erfolgreich, kehrt zurück in die Vergangenheit und erlebt seine Kindheit. |  |  | Zeitlinie C: Der Held der Zeit ist erfolgreich, kehrt zurück in die Vergangenheit und die Zukunft findet ohne ihn statt. | Zeitlinie C: Der Held der Zeit ist erfolgreich, kehrt zurück in die Vergangenheit und die Zukunft findet ohne ihn statt. | Zeitlinie C: Der Held der Zeit ist erfolgreich, kehrt zurück in die Vergangenheit und die Zukunft findet ohne ihn statt. | Zeitlinie C: Der Held der Zeit ist erfolgreich, kehrt zurück in die Vergangenheit und die Zukunft findet ohne ihn statt. | Zeitlinie C: Der Held der Zeit ist erfolgreich, kehrt zurück in die Vergangenheit und die Zukunft findet ohne ihn statt. | Zeitlinie C: Der Held der Zeit ist erfolgreich, kehrt zurück in die Vergangenheit und die Zukunft findet ohne ihn statt. |  |  |  |  |  |  |  |  |  |  |  |  |  |  |  |  |  |  |  |  |
|  |  | Zeitlinie A: Der Held der Zeit scheitert daran, Ganon am Ende von Ocarina of Time aufzuhalten. | Zeitlinie A: Der Held der Zeit scheitert daran, Ganon am Ende von Ocarina of Time aufzuhalten. | Zeitlinie A: Der Held der Zeit scheitert daran, Ganon am Ende von Ocarina of Time aufzuhalten. | Zeitlinie A: Der Held der Zeit scheitert daran, Ganon am Ende von Ocarina of Time aufzuhalten. | Zeitlinie A: Der Held der Zeit scheitert daran, Ganon am Ende von Ocarina of Time aufzuhalten. | Zeitlinie A: Der Held der Zeit scheitert daran, Ganon am Ende von Ocarina of Time aufzuhalten. |  |  | Zeitlinie B: Der Held der Zeit ist erfolgreich, kehrt zurück in die Vergangenheit und erlebt seine Kindheit. | Zeitlinie B: Der Held der Zeit ist erfolgreich, kehrt zurück in die Vergangenheit und erlebt seine Kindheit. | Zeitlinie B: Der Held der Zeit ist erfolgreich, kehrt zurück in die Vergangenheit und erlebt seine Kindheit. | Zeitlinie B: Der Held der Zeit ist erfolgreich, kehrt zurück in die Vergangenheit und erlebt seine Kindheit. | Zeitlinie B: Der Held der Zeit ist erfolgreich, kehrt zurück in die Vergangenheit und erlebt seine Kindheit. | Zeitlinie B: Der Held der Zeit ist erfolgreich, kehrt zurück in die Vergangenheit und erlebt seine Kindheit. |  |  | Zeitlinie C: Der Held der Zeit ist erfolgreich, kehrt zurück in die Vergangenheit und die Zukunft findet ohne ihn statt. | Zeitlinie C: Der Held der Zeit ist erfolgreich, kehrt zurück in die Vergangenheit und die Zukunft findet ohne ihn statt. | Zeitlinie C: Der Held der Zeit ist erfolgreich, kehrt zurück in die Vergangenheit und die Zukunft findet ohne ihn statt. | Zeitlinie C: Der Held der Zeit ist erfolgreich, kehrt zurück in die Vergangenheit und die Zukunft findet ohne ihn statt. | Zeitlinie C: Der Held der Zeit ist erfolgreich, kehrt zurück in die Vergangenheit und die Zukunft findet ohne ihn statt. | Zeitlinie C: Der Held der Zeit ist erfolgreich, kehrt zurück in die Vergangenheit und die Zukunft findet ohne ihn statt. |  |  |  |  |  |  |  |  |  |  |  |  |  |  |  |  |  |  |  |  |
|  |  | A Link to the Past                                                                             | A Link to the Past                                                                             | A Link to the Past                                                                             | A Link to the Past                                                                             | A Link to the Past                                                                             | A Link to the Past                                                                             |  |  | Majora’s Mask                                                                                                | Majora’s Mask                                                                                                | Majora’s Mask                                                                                                | Majora’s Mask                                                                                                | Majora’s Mask                                                                                                | Majora’s Mask                                                                                                |  |  | The Wind Waker | The Wind Waker | The Wind Waker | The Wind Waker | The Wind Waker | The Wind Waker |  |  |  |  |  |  |  |  |  |  |  |  |  |  |  |  |  |  |  |  |
|  |  | A Link to the Past                                                                             | A Link to the Past                                                                             | A Link to the Past                                                                             | A Link to the Past                                                                             | A Link to the Past                                                                             | A Link to the Past                                                                             |  |  | Majora’s Mask                                                                                                | Majora’s Mask                                                                                                | Majora’s Mask                                                                                                | Majora’s Mask                                                                                                | Majora’s Mask                                                                                                | Majora’s Mask                                                                                                |  |  | The Wind Waker | The Wind Waker | The Wind Waker | The Wind Waker | The Wind Waker | The Wind Waker |  |  |  |  |  |  |  |  |  |  |  |  |  |  |  |  |  |  |  |  |
|  |  | Link’s Awakening                                                                               | Link’s Awakening                                                                               | Link’s Awakening                                                                               | Link’s Awakening                                                                               | Link’s Awakening                                                                               | Link’s Awakening                                                                               |  |  | Twilight Princess                                                                                            | Twilight Princess                                                                                            | Twilight Princess                                                                                            | Twilight Princess                                                                                            | Twilight Princess                                                                                            | Twilight Princess                                                                                            |  |  | Phantom Hourglass | Phantom Hourglass | Phantom Hourglass | Phantom Hourglass | Phantom Hourglass | Phantom Hourglass |  |  |  |  |  |  |  |  |  |  |  |  |  |  |  |  |  |  |  |  |
|  |  | Link’s Awakening                                                                               | Link’s Awakening                                                                               | Link’s Awakening                                                                               | Link’s Awakening                                                                               | Link’s Awakening                                                                               | Link’s Awakening                                                                               |  |  | Twilight Princess                                                                                            | Twilight Princess                                                                                            | Twilight Princess                                                                                            | Twilight Princess                                                                                            | Twilight Princess                                                                                            | Twilight Princess                                                                                            |  |  | Phantom Hourglass | Phantom Hourglass | Phantom Hourglass | Phantom Hourglass | Phantom Hourglass | Phantom Hourglass |  |  |  |  |  |  |  |  |  |  |  |  |  |  |  |  |  |  |  |  |
|  |  | Oracle of Ages/Seasons                                                                         | Oracle of Ages/Seasons                                                                         | Oracle of Ages/Seasons                                                                         | Oracle of Ages/Seasons                                                                         | Oracle of Ages/Seasons                                                                         | Oracle of Ages/Seasons                                                                         |  |  | Four Swords Adventures                                                                                       | Four Swords Adventures                                                                                       | Four Swords Adventures                                                                                       | Four Swords Adventures                                                                                       | Four Swords Adventures                                                                                       | Four Swords Adventures                                                                                       |  |  | Spirit Tracks | Spirit Tracks | Spirit Tracks | Spirit Tracks | Spirit Tracks | Spirit Tracks |  |  |  |  |  |  |  |  |  |  |  |  |  |  |  |  |  |  |  |  |
|  |  | Oracle of Ages/Seasons                                                                         | Oracle of Ages/Seasons                                                                         | Oracle of Ages/Seasons                                                                         | Oracle of Ages/Seasons                                                                         | Oracle of Ages/Seasons                                                                         | Oracle of Ages/Seasons                                                                         |  |  | Four Swords Adventures                                                                                       | Four Swords Adventures                                                                                       | Four Swords Adventures                                                                                       | Four Swords Adventures                                                                                       | Four Swords Adventures                                                                                       | Four Swords Adventures                                                                                       |  |  | Spirit Tracks | Spirit Tracks | Spirit Tracks | Spirit Tracks | Spirit Tracks | Spirit Tracks |  |  |  |  |  |  |  |  |  |  |  |  |  |  |  |  |  |  |  |  |
|  |  | A Link Between Worlds                                                                          |                                                                                                |                                                                                                |                                                                                                |                                                                                                |                                                                                                |  |  | | | | | | |  |  | | | | | | |  |  |  |  |  |  |  |  |  |  |  |  |  |  |  |  |  |  |  |  |
|  |  |                                                                                                |                                                                                                |                                                                                                |                                                                                                |                                                                                                |                                                                                                |  |  | | | | | | |  |  | | | | | | |  |  |  |  |  |  |  |  |  |  |  |  |  |  |  |  |  |  |  |  |
|  |  | Tri Force Heroes                                                                               |                                                                                                |                                                                                                |                                                                                                |                                                                                                |                                                                                                |  |  | | | | | | |  |  | | | | | | |  |  |  |  |  |  |  |  |  |  |  |  |  |  |  |  |  |  |  |  |
|  |  |                                                                                                |                                                                                                |                                                                                                |                                                                                                |                                                                                                |                                                                                                |  |  | | | | | | |  |  | | | | | | |  |  |  |  |  |  |  |  |  |  |  |  |  |  |  |  |  |  |  |  |
|  |  | Echoes of Wisdom                                                                               |                                                                                                |                                                                                                |                                                                                                |                                                                                                |                                                                                                |  |  | | | | | | |  |  | | | | | | |  |  |  |  |  |  |  |  |  |  |  |  |  |  |  |  |  |  |  |  |
|  |  |                                                                                                |                                                                                                |                                                                                                |                                                                                                |                                                                                                |                                                                                                |  |  | | | | | | |  |  | | | | | | |  |  |  |  |  |  |  |  |  |  |  |  |  |  |  |  |  |  |  |  |
|  |  | The Legend of Zelda                                                                            |                                                                                                |                                                                                                |                                                                                                |                                                                                                |                                                                                                |  |  | | | | | | |  |  | | | | | | |  |  |  |  |  |  |  |  |  |  |  |  |  |  |  |  |  |  |  |  |
|  |  |                                                                                                |                                                                                                |                                                                                                |                                                                                                |                                                                                                |                                                                                                |  |  | | | | | | |  |  | | | | | | |  |  |  |  |  |  |  |  |  |  |  |  |  |  |  |  |  |  |  |  |
|  |  | The Adventure of Link                                                                          |                                                                                                |                                                                                                |                                                                                                |                                                                                                |                                                                                                |  |  | | | | | | |  |  | | | | | | |  |  |  |  |  |  |  |  |  |  |  |  |  |  |  |  |  |  |  |  |
|  |  |                                                                                                |                                                                                                |                                                                                                |                                                                                                |                                                                                                |                                                                                                |  |  | | | | | | |  |  | | | | | | |  |  |  |  |  |  |  |  |  |  |  |  |  |  |  |  |  |  |  |  |
|  |  |                                                                                                |                                                                                                |                                                                                                |                                                                                                |                                                                                                |                                                                                                |  |  | | | | | | |  |  | | | | | | |  |  |  |  |  |  |  |  |  |  |  |  |  |  |  |  |  |  |  |  |
|  |  |                                                                                                |                                                                                                |                                                                                                |                                                                                                |                                                                                                |                                                                                                |  |  | Breath of the Wild                                                                                           | | | | | |  |  | | | | | | |  |  |  |  |  |  |  |  |  |  |  |  |  |  |  |  |  |  |  |  |
|  |  |                                                                                                |                                                                                                |                                                                                                |                                                                                                |                                                                                                |                                                                                                |  |  | | | | | | |  |  | | | | | | |  |  |  |  |  |  |  |  |  |  |  |  |  |  |  |  |  |  |  |  |
|  |  |                                                                                                |                                                                                                |                                                                                                |                                                                                                |                                                                                                |                                                                                                |  |  | Tears of the Kingdom                                                                                         | | | | | |  |  | | | | | | |  |  |  |  |  |  |  |  |  |  |  |  |  |  |  |  |  |  |  |  |

### Einfluss auf dieZelda-Reihe
Ocarina of Time bedeutete für die Zelda-Reihe eine Neukonzipierung, deren Notwendigkeit sich durch den zur damaligen Zeit erfolgten Übergang von 2D- zu 3D-Videospielen ergab, der bis zum Erscheinen von Super Mario 64 für viele Spieleentwickler eine Hürde darstellte. Vorherige Zelda-Spiele boten, anders als andere 2D-Spiele, statt der Seitenperspektive, die Vogelperspektive. Nintendo entschied sich dazu, die Vogelperspektive nicht direkt in den dreidimensionalen Raum zu übertragen, sondern sich an der Perspektive von Mario 64 zu orientieren. Um diesen Schritt durchführen zu können, waren Änderungen an einigen spielkonzepttechnischen Grundlagen der Zelda-Reihe vonnöten. Beispielsweise vereinfachten die Entwickler die Steuerung, indem sie Sprünge, Kameraeinstellungen und Klettereinlagen automatisch und ohne große Aktion seitens des Spielers erfolgen ließen. Zum neuen Spielkonzept und der neuen Steuerung gesellte sich in Ocarina of Time ein für die Reihe neuer Kunststil. War die Grafik im Spiel A Link to the Past an einen Cartoon angelehnt, setzte Nintendo diesmal auf eine realistischere Optik.
Der Videospieljournalist Chris Kohler vergleicht in seinem Buch Power Up die Bedeutung von Ocarina of Time für die Zelda-Reihe mit dem Einfluss von Super Mario 64 auf die Super-Mario-Reihe. Beide Spiele führten ihre jeweiligen Serien in die dritte Dimension ein. Bei Ocarina of Time wurde dadurch das Spielprinzip aber aufgrund der unterschiedlichen Genres weniger beeinflusst. Kohler hält Ocarina of Time aufgrund der zahlreichen in Echtzeit und in 3D gerenderten Zwischensequenzen für das cineastischste Spiel, das Nintendo bis dahin produziert hatte.
Die Handlung von Ocarina of Time befasste sich zum ersten Mal in der Reihe mit der Mythologie der Spielwelt und beantwortete Fragen nach deren Entstehung und nach dem Hintergrund des Protagonisten. Die Charaktere entwickeln sich deutlich im Laufe der Handlung und spielen erstmals in der Zelda-Serie eine größere Rolle. Jeder Figur ist in der Handlung eine wichtige Rolle zugewiesen, sodass alle Charaktere dem Spieler im Gedächtnis hängen bleiben, schrieb IGN. Außerdem brachte Ocarina of Time Dynamik in die Art und Weise, wie die Serie ihre Handlung präsentiert, da das Spiel sowohl einen unbeschwerten, mutigen Jungen als auch einen erwachsenen, reifen Helden als Protagonisten verfolgt.
Bereits in früheren Zelda-Titeln stellte Musik ein wichtiges Spielelement dar. Die Rolle der Musik wurde in Ocarina of Time noch bedeutender, da der Spieler sie in diesem Teil selbst beeinflussen kann. Wie in Ocarina of Time stellen in zahlreichen Nachfolgespielen der Zelda-Reihe Musikgegenstände ein zentrales Spielelement dar.

### Einfluss auf andere Videospiele
In der Spiele-Fachpresse gelten insbesondere zwei neue Entwicklungen von Ocarina of Time als wichtige Innovationen in der Videospielgeschichte. Eine davon ist die im Handbuch des Spiels als Z-Targeting bezeichnete Funktion des Anvisierens von Objekten, Personen und Gegnern. Erst durch diese Entwicklung wurde es möglich, Gegner in Spielen mit Third-Person-Ansicht zielgenau anzugreifen. Das Anvisieren etablierte sich daraufhin weitestgehend als Standard und findet seitdem in verschiedenen Spiele-Genres Anwendung.
Als weitere große Innovation gilt die Einführung kontextsensitiver Tasten. Viele Eingabegeräte wie Computer-Mäuse, Joysticks und Gamepads leiden unter dem Problem, dass oft zu wenige Tasten für alle Aktionen zur Verfügung stehen. Dies machte oft Kombinationen mehrerer Tasten nötig, um alle Aktionen auf dem Controller unterbringen zu können. Durch die Erfindung von kontextsensitiven Tasten in Ocarina of Time war es erstmals möglich, mehrere Aktionen mit nur einer Taste auszuführen, der dafür situationsabhängig eine bestimmte Aktion zugewiesen wird. Die ausführbare Aktion wird dabei auf dem Bildschirm angezeigt, sodass der Spieler die auszuführende Aktion immer im Voraus kennt. Auch diese Erfindung etablierte sich als Standard und wird in vielen Spielen auf unterschiedliche Art und Weise eingesetzt.
Weiterhin erlaubte der technische Fortschritt der Spielkonsolen den Entwicklern, Ocarina of Time zu einem der ersten Spiele zu machen, das eine große und frei erkundbare 3D-Welt aufweist. Auch gilt Ocarina of Time als erstes Videospiel, in dem mittels Vibration des Controllers, versteckte Geheimnisse aufzudecken sind. Möglich wird dies durch das optionale Controller-Erweiterungsgerät Rumble Pak.

## Weiterführungen und Wiederveröffentlichungen
Im Laufe der Zeit arbeitete Nintendo an mehreren auf Ocarina of Time basierenden Projekten und veröffentlichte die Ursprungsversion des Spiels aufgrund seiner Popularität mehrfach neu. 2011 folgte eine überarbeitete Neuauflage mit neuer Grafik für den Nintendo 3DS.

### The Legend of Zelda: Majora’s Mask
Mitte 1998 äußerte Miyamoto, nach der Vollendung von Ocarina of Time, das Entwicklerteam aufteilen zu wollen. Der eine Teil sollte an einer Erweiterung des Hauptspiels arbeiten, das die Möglichkeiten des 64DD nutzt, der andere Teil sollte ein neues Zelda-Spiel auf Basis der Ocarina-of-Time-Engine erarbeiten. Das Ziel war, die Entwicklung weiterer Zelda-Teile zu beschleunigen.
Ursprünglich war nur eine Erweiterung zu Ocarina of Time geplant, doch da Aonuma stattdessen ein völlig neues Zelda kreieren wollte, wurde er zum Direktor für ein neues Projekt ernannt. Miyamoto trug ihm auf, die Engine von Ocarina of Time wiederzuverwenden und das Spiel innerhalb kurzer Zeit fertigzustellen. Das Spiel erhielt den Arbeitstitel Zeruda no Densetsu: Gaiden (ゼルダの伝説 外伝, deutsch etwa: Die Legende von Zelda: Nebengeschichte) und wurde erstmals auf der Nintendo-Space-World-Messe 1999 vorgestellt. Zunächst nahmen die Medien an, dass es sich dabei um die angekündigte Erweiterung handele, im August 1999 bestätigte Miyamoto aber, dass die Erweiterung ein separates Projekt darstelle.
Zelda: Gaiden wurde später offiziell auf den Namen The Legend of Zelda: Majora’s Mask umgetauft. Majora’s Mask basiert auf der Spiele-Engine von Ocarina of Time, wurde aber in einigen Punkten, wie beispielsweise der Spielegrafik, verbessert. Zusätzlich wurde die Unterstützung der N64-Speichererweiterung Expansion Pak implementiert, die für Ocarina of Time noch nicht einsetzbar war. Majora’s Mask erschien in Japan im April 2000 für das N64, in Nordamerika und Europa kam es im November 2000 als Nachfolger von Ocarina of Time heraus.

### Ura Zelda/Master Quest
Ocarina of Time wurde zunächst für das 64DD entwickelt. Da es Nintendo nicht gelang, das Gerät rechtzeitig auf den Markt einzuführen, wurde das Spiel für das N64 umprogrammiert. Dies erforderte die Entfernung einiger 64DD-exklusiver Funktionen (siehe auch Abschnitt frühe Produktionsphasen). Da Nintendo intern weiterhin mit einer weltweiten Veröffentlichung und Verbreitung des 64DD rechnete, entwickelte die EAD parallel zu Ocarina of Time eine Erweiterung zum Spiel. Dieses war als Erweiterung des Hauptspiels geplant und sollte unter dem Namen Ura Zelda (裏ゼルダ, übersetzt etwa Alternatives Zelda) für das 64DD 1998 erscheinen.
Ura Zelda war als Erweiterung zu Ocarina of Time geplant. Der Spieler sollte es nach dem Abschluss von Ocarina of Time in das 64DD einlegen, wobei sich das Hauptspiel im eigentlichen N64 befinden sollte. Ura Zelda sollte dem Hauptspiel exakt gleichen, Nintendo versprach aber unter anderem neue Tempel, Areale, Charaktere sowie weitere neue Funktionen einzubauen. Die Idee dazu ging auf das erste The Legend of Zelda von 1986 zurück, das nach einmaligem Durchspielen einen weiteren, aber schwierigeren Modus bietet.
Schlussendlich wurde das 64DD nie außerhalb Japans veröffentlicht. Zu Ura Zelda gab Nintendo eine Zeit lang keine neuen Informationen bekannt. Daher gingen Websites wie IGN davon aus, dass die Erweiterung nicht weiter entwickelt werden würde. Im August 2000 bestätigte Miyamoto, dass Ura Zelda bereits fertiggestellt gewesen sei. Das Spiel erblickte in der geplanten Fassung nie das Licht der Welt, obwohl das finale Ocarina of Time im Programmcode Hinweise auf Ura Zelda enthält.
Erst 2002/2003 erschien das alternative Ocarina of Time, wenn auch in anderer Form als zunächst geplant. The Legend of Zelda: Ocarina of Time Master Quest war als kostenlose Beilage zur limitierten Auflage des Zelda-Teils The Wind Waker auf dem Nintendo GameCube erhältlich. In Japan kam es am 28. November 2002, in den USA am 16. Februar 2003 und in Europa am 3. Mai 2003 heraus.
Da sich Master Quest im Vergleich zu Ocarina of Time nur durch umgestaltete Labyrinthe, geänderte Positionen von Items sowie Gegnern unterscheidet, wird häufig angenommen, es sei nicht identisch mit Ura Zelda, für das Nintendo zunächst auch inhaltliche Änderungen versprach. 2002 jedoch bestätigte Miyamoto, dass Ura Zelda die zunächst angekündigten Ergänzungen gar nicht umfasste. Da Ura Zelda also anders als zunächst angenommen, die speziellen Features des 64DD nicht nutzte, konnte Nintendo das Projekt mit Leichtigkeit auf den GameCube übertragen. Man habe sich gegen eine Veröffentlichung von Ura Zelda auf dem Disc Drive entschieden, da dieses nicht verbreitet genug war. Nachdem Nintendo zunächst plante, die Erweiterung als Magazinbeigabe zu veröffentlichen, portierte man es schließlich unter dem Namen Master Quest auf den GameCube. 2004 bestätigte auch Aonuma, dass Ura Zelda das gleiche Spiel wie Master Quest sei.
Master Quest fand, in gespiegelter Form, auch Eingang in die Neuauflage Ocarina of Time 3D für den Nintendo 3DS.

### Portierungen
Im Jahr 2003 erschien Ocarina of Time zusammen mit The Legend of Zelda, The Adventure of Link und Majora’s Mask in einer limitierten „Collector’s Edition“ für den GameCube. Diese Ausgabe war (auch) als Promotionaktion erhältlich. In Europa erschien sie am 14. November 2003, in den USA drei Tage später und in Japan am 1. April 2004.
Im selben Jahr erschien Ocarina of Time in Europa zusammen mit Master Quest als Beilage der limitierten Ausgabe von The Wind Waker. Für die beiden Neuauflagen auf dem GameCube wurde die Bildauflösung auf 640×480 Pixel erhöht, die durch die leistungsfähigere Hardware des GameCubes ermöglicht wurde. Die GameCube-Auflage unterstützt das Vollbildverfahren.
Im Februar 2007 wurde Ocarina of Time in Europa für den Virtual-Console-Service der Wii-Konsole neu veröffentlicht und als kostenpflichtiger Download im Wii-Shop-Kanal angeboten.
Das Spiel ist auch Bestandteil des Nintendo-Switch-Online-Services für die Nintendo Switch und Nintendo Switch 2.

### The Legend of Zelda: Ocarina of Time 3D
The Legend of Zelda: Ocarina of Time 3D ist eine überarbeitete Neuauflage des Originalspiels und erschien in Europa am 19. Juni 2011 auf der Handheld-Konsole Nintendo 3DS. Im Gegensatz zu den anderen Neuauflagen wurden für diese Version einige Veränderungen am Spiel vorgenommen. Beispielsweise gestalteten die Entwickler die Grafik komplett neu und passten die Steuerung an das Konzept des Nintendo 3DS an. Dazu wurde eine grafische Oberfläche für den auf dem Nintendo 3DS existierenden zweiten Bildschirm programmiert. Ocarina of Time 3D umfasst neben einer Neuauflage des Originalspiels auch die Master-Quest-Version. Im Gegensatz zum ursprünglichen Master Quest wird die Spielwelt in Ocarina of Time 3D gespiegelt dargestellt.

### Fan-Projekte
Wie auch bei Super Mario 64 gelang einem Team aus Fans im November 2021 ein vollständiger, in C geschriebener Nachbau des originalen, dekompilierten ROM-Images (Debug-Version vom GameCube-Master Quest). Der Nachbau, für den rund zwei Jahre benötigt wurden, kann in das originale ROM kompiliert, aber auch für Portierungen und Weiterentwicklungen genutzt werden. So kann das Projekt Ship of Harkinian auf dem PC, der Switch und der Wii U ausgeführt werden. Dabei bestehen erweiterte Einstellmöglichkeiten, wie höhere Auflösungen, höhere Bildraten, Cheats und Spielmechanik-Änderungen.